# Volvo Car Corporation
Die Volvo Car Corporation ist ein börsennotierter schwedischer Automobilhersteller. Der Hauptsitz des Unternehmens befindet sich in Göteborg (Schweden). Die Volvo Car Group stellte ursprünglich ein Kerngeschäft des schwedischen Konzerns Swedish Volvo Group dar, wurde jedoch 1999 von diesem an die Ford Motor Company verkauft. Der Pkw-Hersteller und sein ehemaliger Mutterkonzern arbeiten seitdem komplett voneinander getrennt. Im März 2010 wurde Volvo Cars vom chinesischen Fahrzeugkonzern Geely (Zhejiang Geely Holding Group Co. Ltd.) übernommen.
Im Juli 2010 wurde Li Shufu, Eigner und Vorsitzender von Geely, zum Vorsitzenden des Verwaltungsrates der Volvo Car Group ernannt. Präsident und CEO ist seit März 2025 Håkan Samuelsson.

## Standorte weltweit
Die Volvo Car Corporation unterhält Fertigungsstandorte in mehreren Ländern.
- Schweden
  - Göteborg: Headquarters, R&D 1 Center, Design Center
  - Torslanda: Fahrzeugproduktion (Volvo XC90, V90, V90 Cross Country, XC60, V60, V60 Cross Country sowie zukünftige Modelle basierend auf SPA 2)
  - Skövde: Motorenproduktion
  - Olofström: Karosseriefertigung
- Belgien: Volvo Cars Gent: Fahrzeug-Produktion (Volvo V60, V40, V40 Cross Country, XC40 sowie zukünftige Modelle basierend auf CMA 3)
- Dänemark/Kopenhagen: R&D Center (Außenstelle)
- China
  - Shanghai: Headquarters Volvo Cars China, R&D Center
  - Chengdu: Fahrzeugproduktion (Volvo XC60)
  - Daqing: Fahrzeugproduktion (Volvo S90, S90L sowie zukünftige Modelle basierend auf SPA)
  - Lugiao: Fahrzeugproduktion (neue Volvo 40er Modelle basierend auf CMA, Werk zusammen mit Geely/Lynk & Co)
  - Zhangjiakou: Motorenproduktion
- Malaysia/Kuala Lumpur: Montagefabrik
- Indien/Bangalore: Montagefabrik (Fertigung erfolgt in Zusammenarbeit mit der Volvo Group, dem schwedischen Lkw-, Bus- und Baumaschinen-Hersteller)
- USA
  - Sunnyvale/Camarillo: Volvo Car Technology USA/VCTECH California
  - Charleston: Fahrzeugproduktion (Volvo S60, seit 2021 Volvo XC90)

## Umsatz, Anzahl der Mitarbeiter und verkaufte Fahrzeuge der Volvo Car Corporation weltweit
|                             | 2024    | 2023    | 2022       | 2021    | 2020     | 2019    | 2018    | 2017    | 2016    | 2015    | 2014    | 2013    | 2012    | 2011    | 2010    | 1999    |
| --------------------------- | ------- | ------- | ---------- | ------- | -------- | ------- | ------- | ------- | ------- | ------- | ------- | ------- | ------- | ------- | ------- | ------- |
| Umsatz (in Mrd. Euro)       |         |         | ca. 20     | ca. 19  | ca. 17,5 | ca. 17  | 21,5    | 21,1    | 19,1    | 17,3    | 14,5    | 12,9    | 14,5    | 14,1    | 13,3    |         |
| Mitarbeiter                 |         |         | ca. 43.000 |         |          |         | 43.500  | 39.500  | 30.374  | 28.119  | 24.124  | 23.200  | 22.715  | 21.512  | 19.494  |         |
| verkaufte Einheiten (Stück) | 763.389 | 706.841 | 615.321    | 698.693 | 661.793  | 705.452 | 642.253 | 571.577 | 534.332 | 503.127 | 465.866 | 427.840 | 421.951 | 449.225 | 373.525 | 407.000 |

Quellen: Unternehmenswebsite

## Geschichte

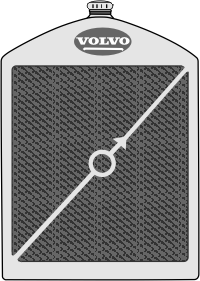
Erstes Logo des Herstellers (1927)

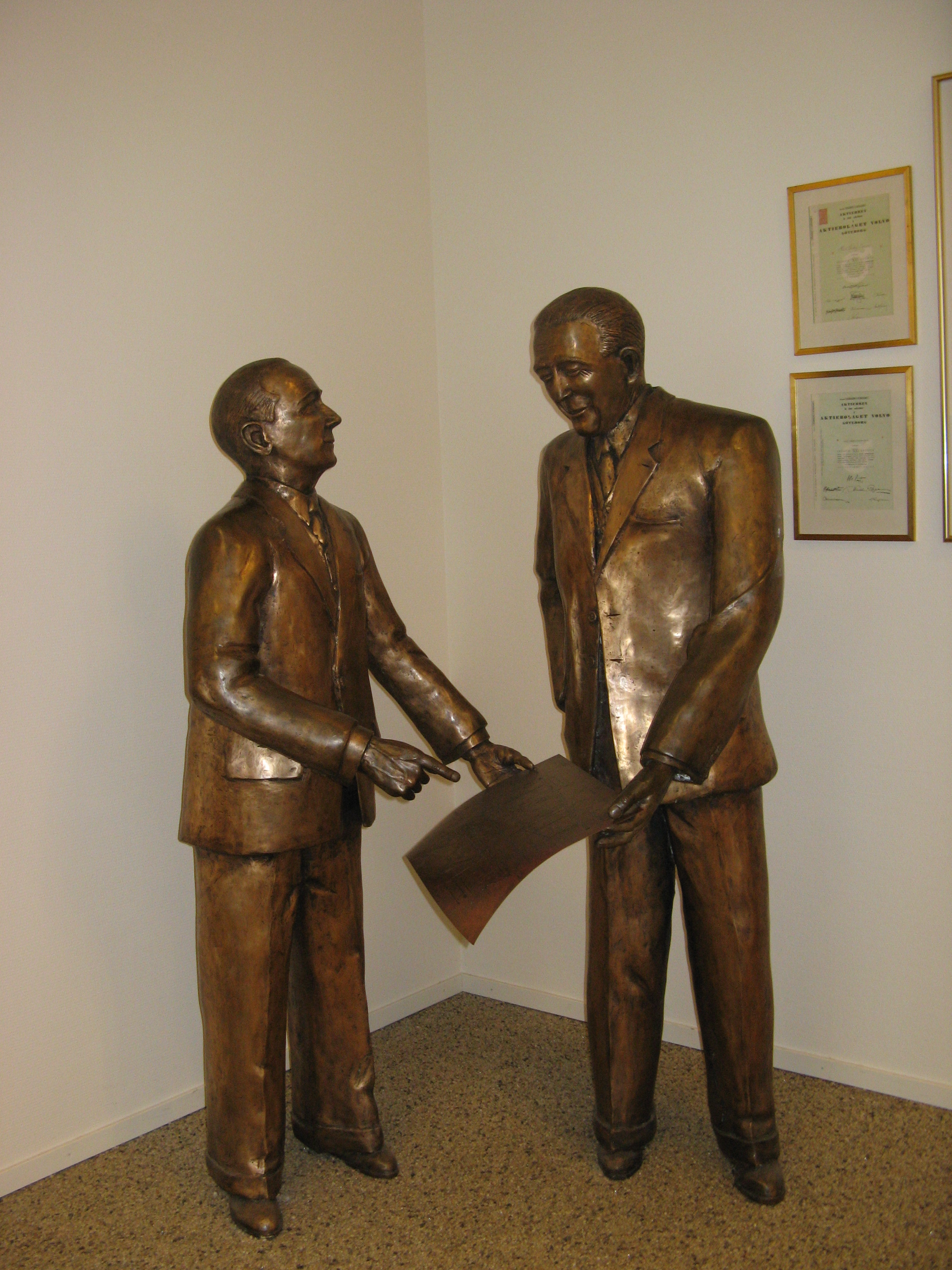
Bronzeskulptur der Gründer Gustav Larson und Assar Gabrielsson im Volvo-Museum

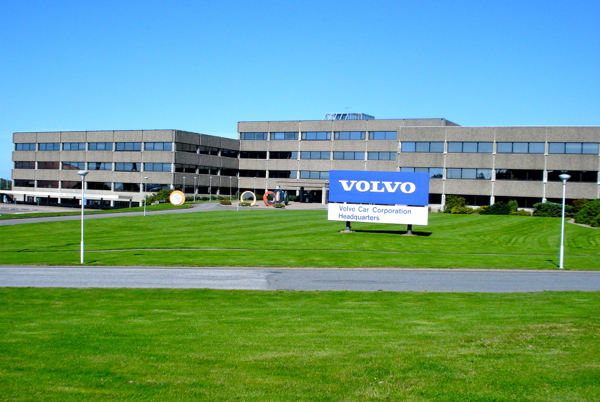
Hauptsitz von Volvo in Göteborg

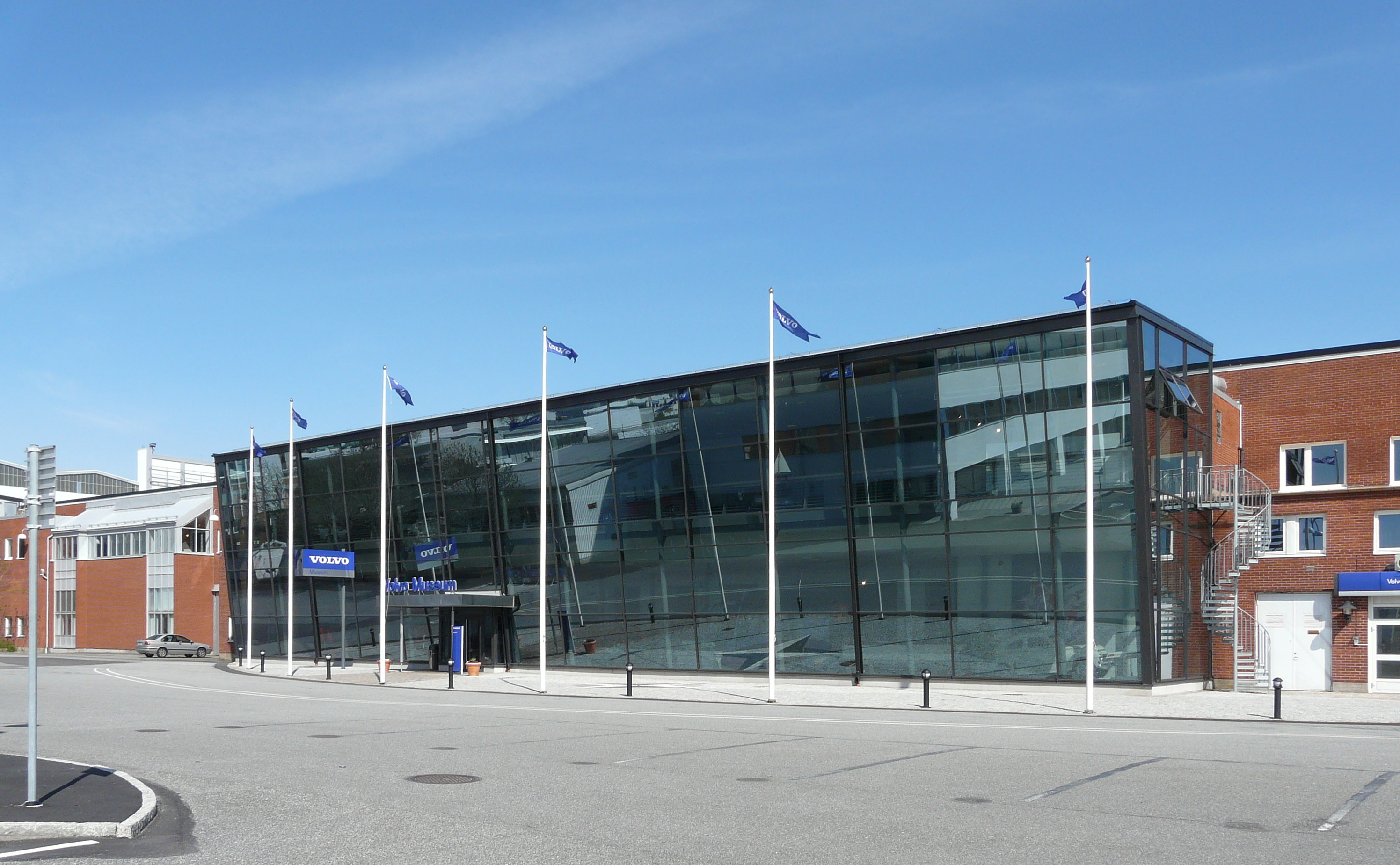
Volvo-Museum in Arendal, Göteborg

### 1927 bis 1945
Die Wurzeln der Volvo Car Corporation liegen in dem schwedischen Unternehmen Svenska Kullagerfabriken Aktiebolag (SKF) begründet. 1915 ließ sich SKF das „Volvo Kugellager“ patentieren, und die Marke war geboren. Die Volvo Personenvagnar (Volvo Cars) wurde 1924 als Tochtergesellschaft von SKF durch die beiden damaligen SKF-Mitarbeiter Assar Gabrielsson und Gustaf Larson gegründet. Assar Gabrielson war Verkaufschef und Gustaf Larsson Ingenieur. Gemeinsam planten sie eine schwedische Automobilproduktion. Im Herbst 1924 begannen die Konstruktionsarbeiten für das erste Fahrzeug, und 1926 wurden die ersten zehn Testfahrzeuge produziert.
SKF setzte Assar Gabrielsson ab 1. Januar 1927 als Generaldirektor ein. Für die geplante Serienfertigung investierte SKF kurzerhand 200.000 Kronen Startkapital. Weitere 150.000 Kronen schoss Gabrielsson aus seinem Privatvermögen hinzu. Am 14. April 1927 verließ der erste Serien-Volvo, der Volvo ÖV4 „Jakob“, die Werkshalle in Lundby auf der Halbinsel Hisingen nahe Göteborg. Dieser Termin stand jedoch bis zum Schluss auf wackeligen Beinen, denn ein paar Stunden zuvor fuhr der Wagen bei einer Testfahrt nur rückwärts. Ein Bauteil, das spät in der Nacht aus Stockholm eingetroffen war, war falsch eingebaut worden. Der Fehler konnte jedoch bis zum Fototermin behoben werden. Der ÖV4 (Öppen Vagn = offener Wagen) war dem Namen entsprechend ein vierzylindriger offener Wagen. Im Sommer 1927 folgte der Volvo PV4 (Person Vagn), ein vierzylindriger geschlossener Personenwagen. In den Jahren 1927 bis 1929 wurden von diesen beiden Typen 996 Fahrzeuge in unterschiedlichen Varianten verkauft. Bis 1958 wurden von Volvo weitere zehn verschiedene Fahrzeugserien aufgelegt. Die Verkaufszahlen lagen aber nie über 6.200 verkauften Fahrzeugen pro Jahr. 1954 erschien der seltenste aller Volvos, der nur in 67 Einheiten gebaute P1900 mit GFK-Karosserie.

### 1946 bis 1996
Die zwölfte Fahrzeugserie brachte den internationalen Durchbruch. Der in Deutschland als „Buckelvolvo“ bezeichnete Volvo PV444 (1947–1958) und sein Nachfolger, der Volvo PV544 (1958–1965), wurde mit 439.995 verkauften Fahrzeugen ein Welterfolg. Bereits der PV544 war 1959 serienmäßig mit Dreipunktgurten ausgerüstet, und von da an alle weiteren Volvo-Modelle.
Volvo verfügte auch bei Militärfahrzeugen über ein breites Spektrum. Hier sind z. B. das „Radiotransportterrängbil“ kurz Volvo TP 21 oder „Sugga“ (Sau) (Bj. 1953–1957, 740 Stück) und Valp (Welpe) zu nennen. Der TP 21 war ein reines Funkfahrzeug, viertürig, Allrad und 100 % Sperren. Der Valp hatte verschiedenste Karosserieformen, Cabrio, geschlossen und Pick-Up.
Die nächste Fahrzeugserie war die Serie Volvo P120 (auch bekannt als „Amazon“), von dem zwischen Herbst 1956 und Sommer 1970 insgesamt 667.322 Fahrzeuge gebaut wurden. In diesem Fahrzeug debütierten die Kopfstützen als Standardausrüstung. Damit festigte Volvo sein Image als Hersteller besonders sicherer Autos, wobei der relativ hohe Marktanteil in den USA stets besondere Bedeutung hatte. Beispielsweise wurden im Jahr 1973 23,4 % der Gesamtproduktion an Volvo-Pkw in die USA exportiert. Von Herbst 1961 bis Ende 1973 lief die Serie Volvo P1800 vom Band – ein für Volvo untypischer Sportwagen. Der von 1971 bis 1973 gefertigte Sportkombi P1800 ES wurde zum Vorbild heutiger Lifestyle-Kombis und unter dem Spitznamen „Schneewittchensarg“ zur Legende. Zwischen 1974 und 1980 wurde der für das Militär entwickelte Geländewagen Volvo C303 gebaut.
Mit dem Volvo P140 wurde 1966 das betont funktionelle, kantige Design begründet, das für Volvo jahrzehntelang typisch werden sollte. Ergänzend folgte der Volvo P164 mit Sechszylindermotor im Jahr 1968. Die beiden Modellreihen wurden 1974 vom Volvo 240 und Volvo 260 abgelöst. Im Rahmen dieser Baureihe entstand auch das von Bertone designte Coupé Volvo 262 C. Für die Einführung der Baureihe 240/260 stellte Volvo die Produktionstechnologie um. Anstatt herkömmlicher Fließbandfertigung erfolgte nun die Endmontage in einem neu gebauten Werk in Kalmar, und die Motoren wurden im ebenfalls neu errichteten Werk in Skövde produziert.
Fahrzeugsicherheit stand bei Volvo von Anfang an im Vordergrund des Unternehmens. Zahlreiche Innovationen im Sicherheitsbereich (Verbundglas, Dreipunktgurt, Kopfstützen usw.) gingen auf Volvo zurück oder wurden von Volvo sehr frühzeitig umgesetzt. Die Bemühungen um Sicherheit gipfelten im 1972 präsentierten Safety-Car Volvo VESC.
1975 erwarb Volvo von der niederländischen Firma DAF deren PKW-Sparte. Die schon auf dem Markt befindliche Fahrzeugserie DAF 46 wurde eingestellt, der DAF 66 wurde in modifizierter Form als Volvo 66 weiter hergestellt und verkauft. Diese PKW von DAF bzw. von Volvo waren mit dem Variomatic-Getriebe ausgestattet. Ab Herbst 1975 wurden im niederländischen Werk von Volvo die Fahrzeuge der Serie 300 hergestellt, die 340er waren teilweise auch mit Variomatic-Getriebe ausgerüstet. Auf der Basis des Volvo 340 wurde ab Sommer 1982 der Volvo 360 mit hauseigener 2,0-l-Maschine angeboten. Der 360 lief bis Mitte 1989 vom Band, während der 340 noch bis Sommer 1991 gebaut wurde. Die 300er-Serie wurde ins europäische Ausland, nach Australien und nach Neuseeland exportiert, nicht aber in die USA. Besonders erfolgreich war die 300er-Serie in Großbritannien.
Anfang 1982 wurde die Serie 700 eingeführt. Zunächst kam der Volvo 760 mit Sechszylinder-Motor auf den Markt, dem im Frühjahr 1984 der Volvo 740 mit Vierzylinder-Maschinen folgte. Auf Basis des 760 gab es abermals ein Coupé, das im Sommer 1985 als Volvo 780 vorgestellt wurde. Im Frühjahr 1986 kam mit dem 480 ein sportliches Kombicoupé auf den Markt, das sich vom Design her am 1800 ES anlehnte und als erster Fronttriebler des Unternehmens ein Wegbereiter für zukünftige Fahrzeuge war. Auf dessen Basis kamen ab Herbst 1988 noch zwei Mittelklasse-Limousinen in Form des 440 und 460 heraus. Die 400er-Serie wurde in den Niederlanden gefertigt.
Im Sommer 1990 wurde die 700er-Serie von den Modellen Volvo 940 und 960 abgelöst. Ende 1996 wurde der 960 in S90 (Limousine) bzw. V90 (Kombi) umbenannt. Da viele Karosserieteile der Volvos dieser Zeit aus verzinktem Stahlblech hergestellt wurden, erfreuen sie sich großer Langlebigkeit, die durch die robusten Motoren noch unterstrichen wird. In einer Analyse des deutschen Gebrauchtwagenmarkts von 2014 wurde festgestellt, dass gebrauchte Volvo 940 im Durchschnitt mit knapp 300 000 km Laufleistung angeboten werden. Insgesamt fand sich Volvo unter den 20 Pkw-Modellen mit den größten Laufleistungen sieben mal, so oft wie kein anderer Hersteller.
Ein großer Erfolg war das ab Herbst 1991 angebotene Mittelklassemodell Volvo 850, was vor allem an der Anfang 1993 eingeführten Kombivariante lag. Nach einem Facelift im Herbst 1996, das mit einer Namensänderung in Volvo V70 (Kombi) und Volvo S70 (Limousine) verbunden war, wurde das Fahrzeug ab Frühjahr 2000 vom Volvo S60 und dem Volvo V70 abgelöst. Damit endete die Ära der betont kantigen Volvos. Außerdem ist die Baureihe noch um die Offroad-Variante Volvo XC70 erweitert worden. Unterhalb des 850/V70 entstand nach dem Auslaufen von 440/460 eine Lücke, die ab Ende 1995 von den Modellen Volvo S40/V40 gefüllt wurde. Weil Volvo nicht ausreichend Ressourcen zur vollständigen Entwicklung einer neuen Baureihe hatte, kam es zu einem Joint-Venture mit Mitsubishi. Daher teilte sich der S40 bzw. V40 die Plattform mit dem im Herbst 1995 eingeführten Mitsubishi Carisma.

### 1999 bis 2009
Ende Januar 1999 einigten sich Volvo und Ford über den Kauf der Volvo Car Corporation für einen Gegenwert von 6,45 Milliarden US-Dollar.

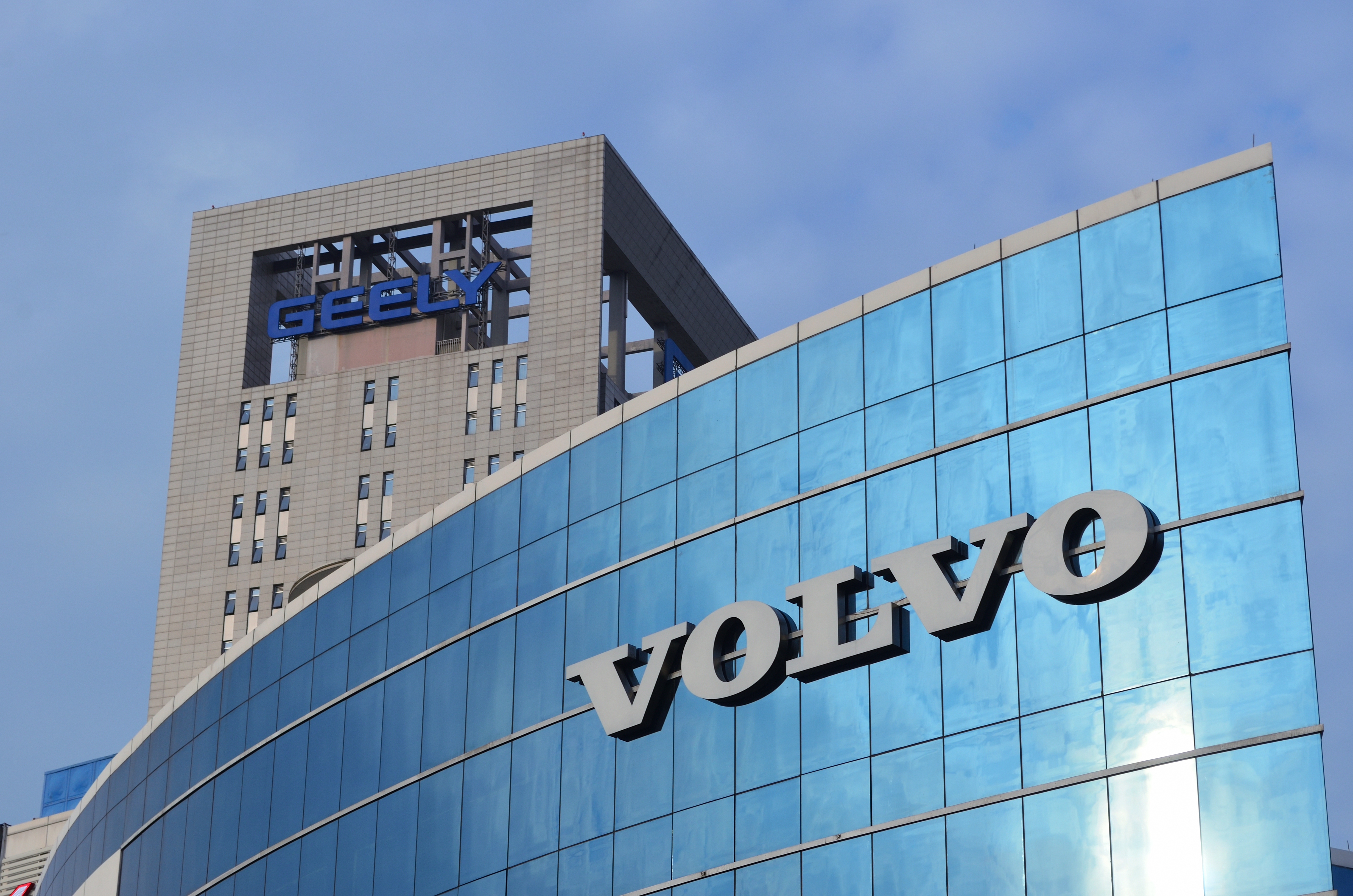
Verwaltungssitz für Asien in Hangzhou (mit dem Geely-Hauptsitz im Hintergrund)

Die neu geordneten Eigentumsverhältnisse äußerten sich unter anderem darin, dass sich die neue Baureihe der unteren Mittelklasse ab 2004 die Plattform mit dem Ford Focus teilte. Die Limousine hieß weiterhin Volvo S40, während der Kombi nun als V50 bezeichnet wurde. Ebenfalls von dieser Plattform abgeleitet war der kompakte C30.
In der oberen Mittelklasse löste 1998 der nur noch als Limousine gebaute Volvo S80 die 900er-Reihe ab. Im Sommer 2006 kam er auf Ford-Plattform in veränderter Form mit neuem 3,2-l-Sechszylinder sowie erstmals einem V8-Motor auf den deutschen Markt.
Ab 1997 ergänzte wieder ein Coupé namens Volvo C70 das Programm, das ab 1999 auch als Cabrio erhältlich war, und ab 2003 wurde nur noch das Cabrio gebaut. Das Nachfolgemodell kam 2005 auf Ford-Plattform mit Stahl-Klappdach und ist somit Cabrio und Coupé in einem.
In den wachsenden SUV-Markt stieg Volvo im Herbst 2002 mit dem XC90 ein, der zwischen 2004 und 2010 auch mit einem V8-Motor angeboten wurde. Dieser Motor, der in Kooperation mit Yamaha entwickelt wurde, war der erste V8 in der PKW-Geschichte von Volvo, der danach in anderen Baureihen Eingang fand. Ergänzt wurde das SUV-Programm 2008 durch den kompakten XC60, der sich mit V70/XC70, S80 und Ford Mondeo eine Plattform teilte.
2008 folgte für einige Volvo-Modelle das neue Powershift-Getriebe von Getrag. Es ist ein Direktschaltgetriebe, wie es auch im VW Golf DSG und seit Ende 2007 im Ford Focus II zu finden ist. Außerdem wurden Mitte 2008 alle Modelle mit einem deutlich größeren Schriftzug am Heck versehen. Ab Mitte 2009 wurde auch das Logo an der Front vergrößert. Bei der Serie S40/V50 wurde diese Überarbeitung erst Mitte 2010 durchgeführt.
Auch Volvo war von der Finanzkrise betroffen und bekam von der schwedischen Regierung eine Staatsbürgschaft über fünf Milliarden Kronen (445 Millionen Euro). Mit dieser Absicherung sollte dem Unternehmen zu einem Kredit der Europäischen Investitionsbank verholfen werden.

### Seit 2010
Im März 2010 unterzeichneten Li Shufu, Gründer und Haupteigentümer der Zhejiang Geely Holding Group, und Ford-Finanzvorstand Lewis Booth einen Kaufvertrag im Göteborger Volvo-Werk. Geely übernahm die Volvo Car Corporation für 1,3 Milliarden Euro. Im Oktober 2021 erfolgte der Börsengang von Volvo Cars in Stockholm, Geely blieb weiterhin Mehrheitsaktionär des Unternehmens. Wenige Wochen vorher wurde der Börsengang der gemeinsam mit Geely gehaltenen Tochtergesellschaft Polestar angekündigt, die im Premium-Segment positioniert ist.
Seit 2012 nutzt Volvo den von Ericsson entwickelten Cloudservice Connected Vehicle Cloud, um Internetdienste im Auto anzubieten. Weiterhin wurde angekündigt, selbstfahrende Autos anzubieten. Die Volvo Car Group startete 2013 ein Projekt zum autonomen Fahren auf öffentlichen Straßen. 100 selbstfahrende Fahrzeuge wurden dazu in und um Göteborg eingesetzt. Das Projekt Drive Me wurde von der schwedischen Regierung unterstützt. Es war Teil der Skalierbaren Produkt-Architektur (SPA), die die kontinuierliche Einführung neuer Assistenz- und Sicherheitssysteme zum Ziel hatte. Das erste Volvo-Modell auf Basis der neuen Architektur sollte der neue Volvo XC90 werden, der 2014 vorgestellt wurde.
In der Modellpolitik zeichnete sich bei Volvo nun dem internationalen Markt entsprechend eine allmähliche Transformation hin zu SUV-Pkw ab. Die klassischen Limousinen und Kombis der unteren Mittelklasse (V40/S40) verschwanden 2012, mit Kompaktkarosserie wurde der V40 noch bis 2019 gebaut. Aus dem Segment der Coupés und Cabriolets zog sich Volvo 2013 mit dem Ende des Volvo C70 zurück. Fortgesetzt werden derzeit noch die Baureihe der Mittelklasse als Limousine (S60) und Kombi (V60) und der oberen Mittelklasse (S90/V90). Die SUV-Sparte wurde dagegen systematisch ausgebaut und umfasst mit EX30, EC40, XC40, XC60, EX90 und XC90 inzwischen sechs verschiedene Modelle. Im Herbst 2013 stellte Volvo einen Vierzylinder-Baukastenmotor VEA (Volvo Engine Architecture) vor. Die Motoren sind vergleichsweise leicht und kompakt, was bei Design und der Achskonstruktion vom Bauraum neue Möglichkeiten schaffte. Benziner und Diesel werden auf einer Linie gefertigt und sollen möglichst breit eingesetzt werden, unter anderem in den XC-Modellen.
Während Fahrzeuggewicht, Luftwiderstand und Herstellungskosten sowie Ressourcenverbrauch infolge des SUV-Trends zugenommen haben, vollzieht sich etwa zeitgleich ein Wechsel hin zum Elektromotor als Antrieb. In den Jahren 2017 bis 2021 hat ein nahezu vollständiger Wechsel vom reinen Verbrennungsmotor hin zu Hybridantrieben stattgefunden. Die kleineren SUVs EX30 und C40 werden bereits nur mit Elektromotor angeboten. 
Im Februar 2024 reduzierte Volvo seine Beteiligung an dem defizitären Fahrzeughersteller Polestar auf 18 Prozent.

2024 waren 46 % aller Volvo-Verkäufe elektrifiziert, das heißt EVs und Hybride zusammengezählt.

## Nachhaltigkeitsinitiative
Die Bemühungen, nachhaltig zu wirtschaften, sind seit Langem Teil der Firmenphilosophie und Marketingstrategie des Herstellers. Volvo stellt eines der privatwirtschaftlichen Gründungsmitglieder UN Global Impacts von 1999 dar, welcher sich in zehn Prinzipien, neben Verpflichtungen zu sozialen Standards, auch Entwicklungen von umweltfreundlicher Technologie und Initiativen zur Aufklärung darüber widmet. Jedes Jahr veröffentlicht der Konzern einen Nachhaltigkeitsreport, der die Fortschritte bezüglich der langfristigen Ziele dokumentiert. Bisher konnte sich jedoch auch Volvo nicht des kontraproduktiven SUV-Trends erwehren, der bezogen auf Nachhaltigkeit umfangreicher Kritik ausgesetzt ist.

### Volvo Recharge

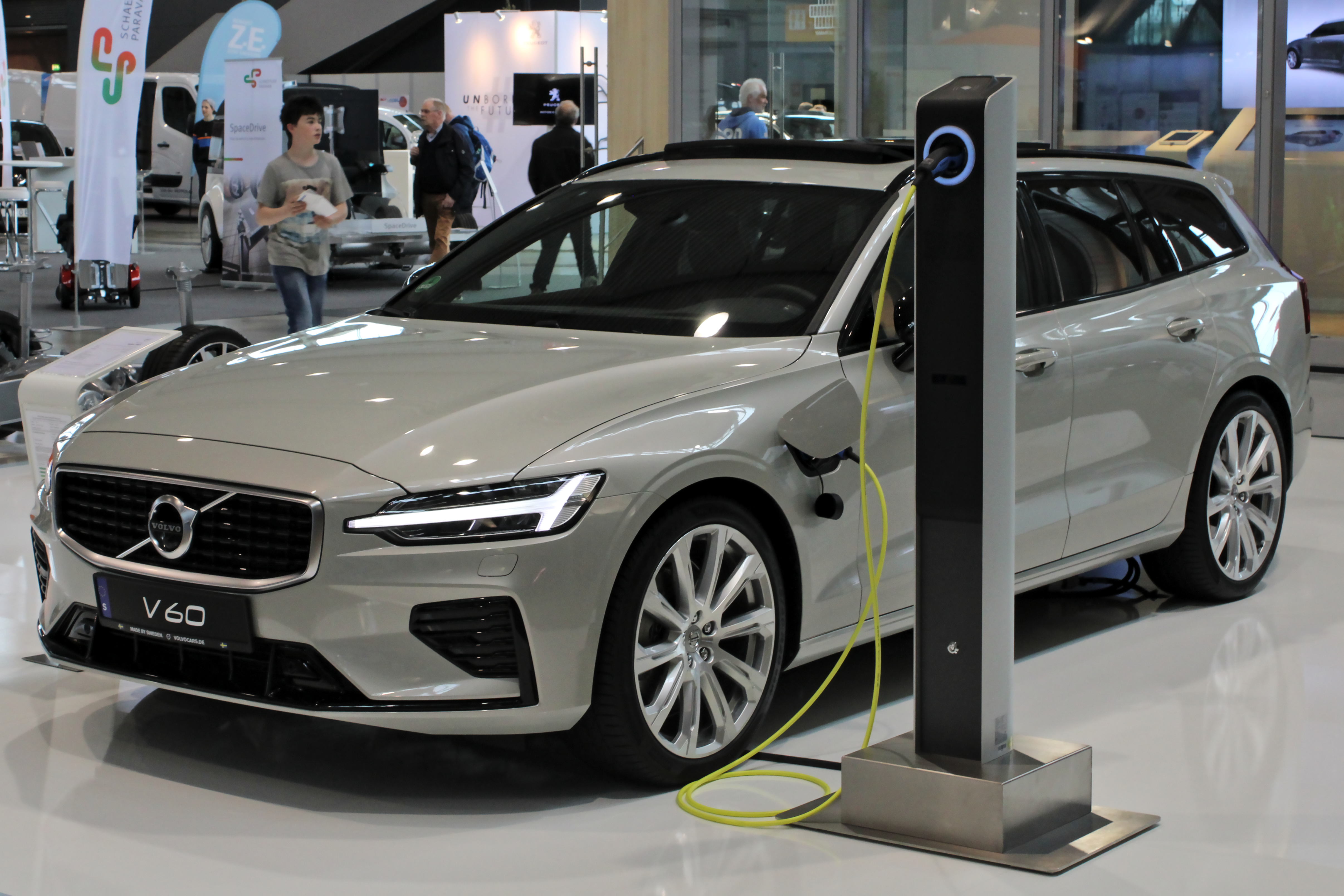
Volvo V60 T8

Als Konsequenz der Dieselgate-Affäre verkündete Volvo eine langfristige Strategie für die Mobilitätswende. Zwar hatte der Konzern keine illegale Software in seinen Fahrzeugen verbaut, allerdings kamen Messungen britischer Behörden zu dem Schluss, dass die Abgaswerte der dieselbetriebenen SUVs XC60 und XC90 die Norm überschritten.
Mit Hinblick auf zukünftige Grenzwertverschärfungen der EU, die Flottenwerte von 95 g CO2/km vorsehen, kündigte Volvos CEO Hakan Samuelsson daher an, keine weitere Generation an Dieselmotoren mehr entwickeln zu wollen und ab 2019 nur noch elektrifizierte Modelle anzubieten. Ab Herbst 2020 war das Modell XC40 als erstes Fahrzeug des Herstellers rein elektrisch verfügbar. Im Zuge dessen ist die kostenlose Lieferung und Montage einer Wallbox vorgesehen und Volvo übernimmt im ersten Jahr die Energiekosten bei unbegrenzter Kilometerzahl. Der letzte Volvo mit Dieselmotor lief schließlich im März 2024 vom Band.
Zudem wird die Elektrifizierung über die umgestaltete Tochtermarke Polestar vorangetrieben. In unmittelbarer Nähe zum Volvo-Werk in Torslanda errichtet Northvolt eine neue Lithium-Ionen-Batteriefabrik aus der neben Volvo auch Polestar beliefert werden soll. Die Produktion soll 2025 beginnen.
Das Motorenwerk im schwedischen Skövde arbeitet seit Januar 2019 klimaneutral, gleiches soll für 2025 für alle Produktionsstätten zutreffen. Bis 2021 sollen fünf rein elektrische Autos zum Kauf bereitstehen und bis 2025 eine Million elektrische Fahrzeuge verkauft worden sein. Bis zum gleichen Jahr sollen zudem die firmeneigene Emissionen um 40 % reduziert werden. Eine endgültige Klimaneutralität soll bis 2040 realisiert werden. Schon heute bestehen die hergestellten Fahrzeuge eigenen Angaben nach zu bis zu 85 % aus recyclingfähigen Materialien.
Wesentlicher Faktor bei der Emissionsverringerung der Volvo-Modelle ist ein konsequentes Downsizing, das Angebot besteht inzwischen einzig aus verschieden modifizierten Vierzylindermotoren mit Turbolader und Direkteinspritzung. Die Effekte des Downsizing bleiben jedoch umstritten, da die Abgasnachbehandlung (vor allem bei Dieselaggregaten) in vielen Fällen aufwändiger wird.
Zur Unterstützung der Umweltkampagne für saubere Meere der Vereinten Nationen kündigte Volvo an, sämtlich Einweg-Plastikteile aus Büros, Kantinen und von Veranstaltungen zu verbannen und durch nachhaltige Materialien zu ersetzen. In diesem Zuge sollen 25 % aller in den Fahrzeugen verbauten Kunststoffe aus Recyclingkreisläufen stammen. Einen Vorgeschmack auf dieses Ziel bildet ein Sonderbau eines XC60 T8 plug-in hybrid, in dem 170 Teile aus wiederverwertetem Kunststoff bestehen.
Um die Transparenz der ökologischen Bemühungen zu steigern, greift Volvo inzwischen auf Blockchain-Technologie zurück. So können Hersteller, Händler und Kunden die umwelttechnischen und ethischen Umstände nachvollziehen, unter denen das Kobalt für die verwendeten Akkumulatoren gefördert wurde. Ein Ausbau dieser Initiative ist geplant.
Im November 2021 zeigte Volvo die Studie Concept Recharge mit Pirelli-Reifen, die zu 94 Prozent aus nachwachsendem Material bestanden.

### Hybrid- und Elektroautos
Unter der Marke des Tochterunternehmens Polestar produziert Volvo Hybrid- und Elektroautos. Anfang 2021 kündigte das Unternehmen an, ab 2030 nur noch reine Elektroautos bauen zu wollen, da es „keine langfristige Zukunft mehr für Autos mit Verbrennungsmotor“ gebe. Bereits zuvor hatte das Unternehmen angekündigt, dass bis ca. 2025 jeweils die Hälfte seines Absatzes aus reinen Elektroautos und Hybridfahrzeugen bestehen solle. Zuvor hatten mehrere andere Autokonzerne ebenfalls angekündigt, aus dem Verbrennungsmotor auszusteigen. Entgegen der vorherigen Ankündigung stellte Volvo Ende 2024 neue SUV-Modelle mit Verbrennungsmotor vor und nahm damit die Ankündigung aus 2021, ab 2030 nur noch reine Elektroautos bauen zu wollen, wieder zurück.

2024 waren 46 % aller Volvo-Verkäufe elektrifiziert, das heißt EVs und Hybride zusammengezählt.

## Pkw-Modellüberblick

### Vorkriegsmodelle
- Volvo ÖV4 („Jakob“)
- Volvo PV4
- Volvo PV650, Volvo PV651, Volvo PV652
- Volvo PV653, Volvo PV654, Volvo PV655
- Volvo PV657, Volvo PV658, Volvo PV659
- Volvo PV36 („Carioca“)
- Volvo PV51, Volvo PV52
- Volvo PV53, Volvo PV54, Volvo PV55, Volvo PV56, Volvo PV57

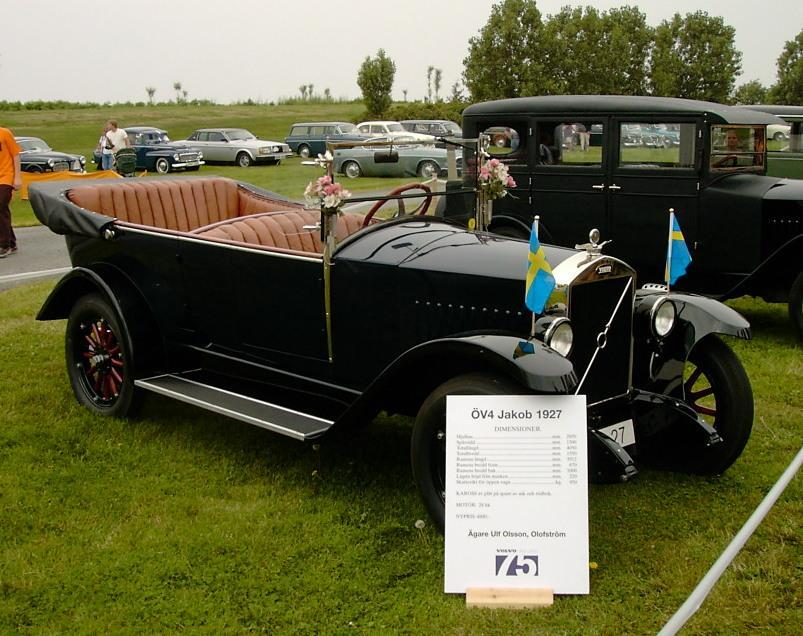
Volvo ÖV4 – erster Serien-Volvo, im Kühler bereits das Logo von Volvo, darüber der Schriftzug Penta
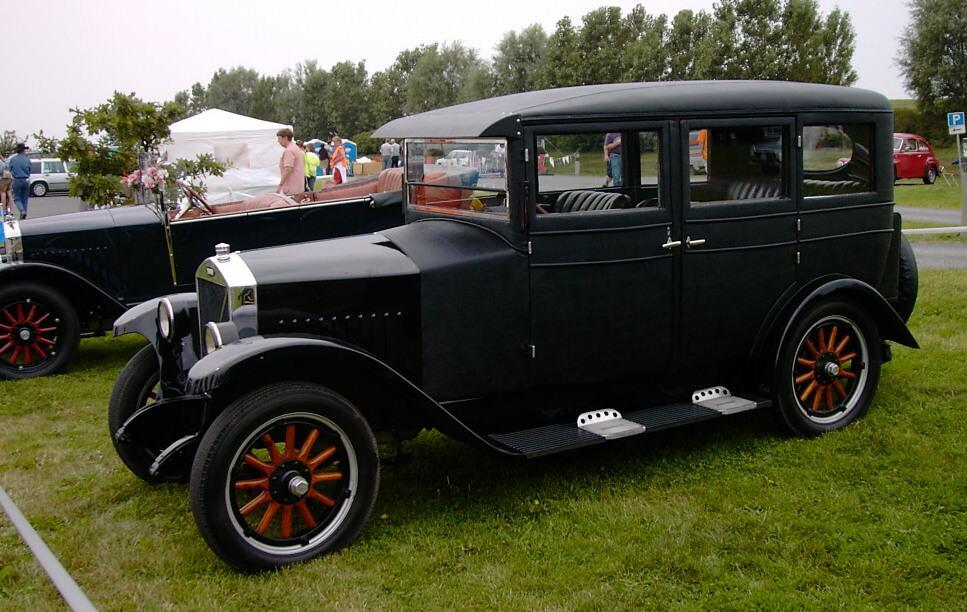
Volvo PV4 (1927–1929)
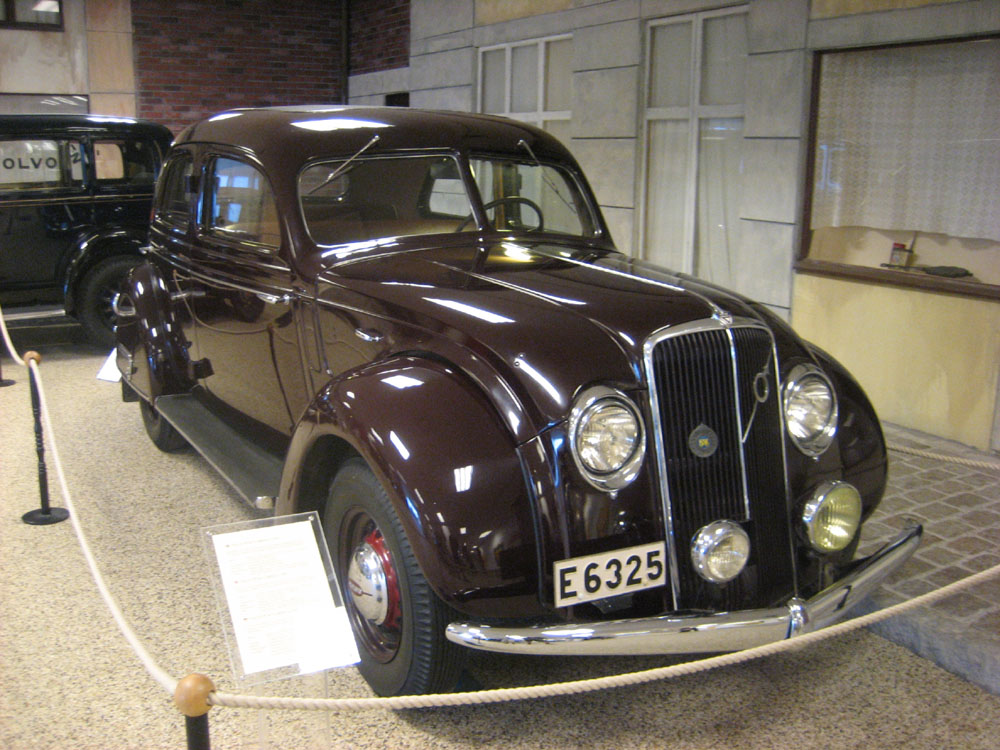
Volvo PV 36 „Carioca“ im Werksmuseum
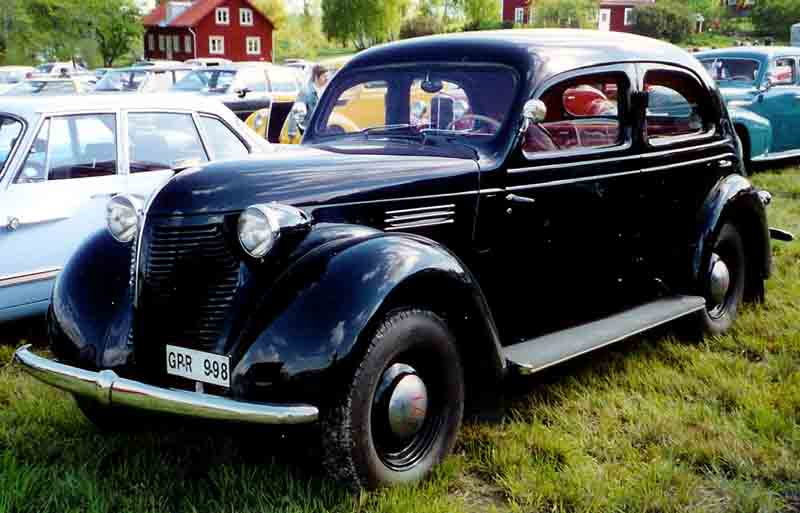
Volvo PV56 IV (1939)

### Nachkriegsmodelle
- Volvo PV800 (TP 21 „Sugga“, PV821, PV822, PV823, PV824, PV831, PV832, PV833, PV834)
- Volvo PV60 („The Yankee Car“)
- Volvo PV444/Volvo PV544 („Buckelvolvo“)
- Volvo PV445 / P210 („Duett“)
- Volvo P1900
- Volvo P120 4-Türer (P121, P122 für den Export), P130 2-Türer, P220 Kombi („Amazon“)
- Volvo P123GT („Amazon Sport“)
- Volvo P1800
- Volvo P1800 ES („Schneewittchensarg“)
- Volvo 66 (ursprünglich von DAF entwickelt)
- Volvo 140 (P142: 2-Türer, P144: 4-Türer, P145: Kombi)
- Volvo 164
- Volvo 240 (P242: 2-Türer, P244: 4-Türer, P245: Kombi)
- Volvo 260 (P264: 4-Türer, P265: Kombi)
- Volvo 262 C (Coupé)
- Volvo 340 (P343: 3-Türer, P344: 4-Türer, P345: 5-Türer)
- Volvo 360 (P363: 3-Türer, P364: 4-Türer, P365: 5-Türer); bessere Ausstattung in der 300er-Serie
- Volvo 440 (fünftürige Schräghecklimousine)
- Volvo 460 (viertürige Stufenhecklimousine)
- Volvo 480
- Volvo 740 (P742: 2-Türer, P744: 4-Türer, P745: Kombi)
- Volvo 760 (P764: 4-Türer, P765: Kombi)
- Volvo 780 (Coupé)
- Volvo 850 (P854: 4-Türer, P855: Kombi)
- Volvo 940 (P944: 4-Türer, P945: Kombi)
- Volvo 960 (P964: 4-Türer, P965: Kombi)
- Volvo C30
- Volvo C40
- Volvo C70
- Volvo S40/V40
- Volvo S40/V50
- Volvo V40
- Volvo S60
- Volvo S70
- Volvo S80
- Volvo S90/V90
- Volvo V60
- Volvo V70
- Volvo V70 CC
- Volvo XC70
- Volvo XC90
- Volvo YCC
- Volvo XC60
- Volvo XC90 II
- Volvo S90
- Volvo V90
- Volvo V90 CC
- Volvo XC60 II
- Volvo XC40
- Volvo EX30
- Volvo EC40
- Volvo EX40
- Volvo EX90
- Volvo EM90
- Volvo ES90

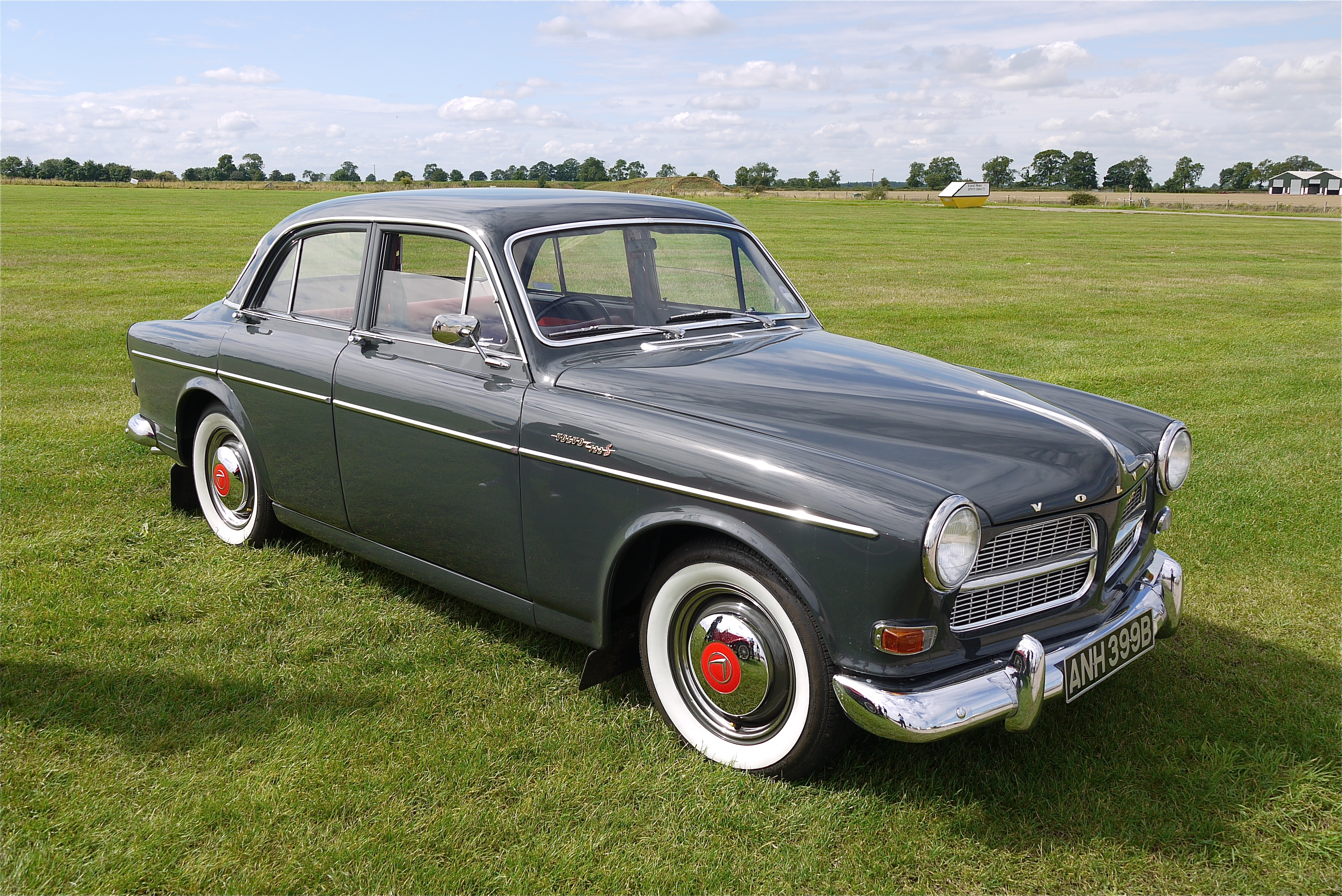
Volvo Amazon Modell 122 (1957–1970)
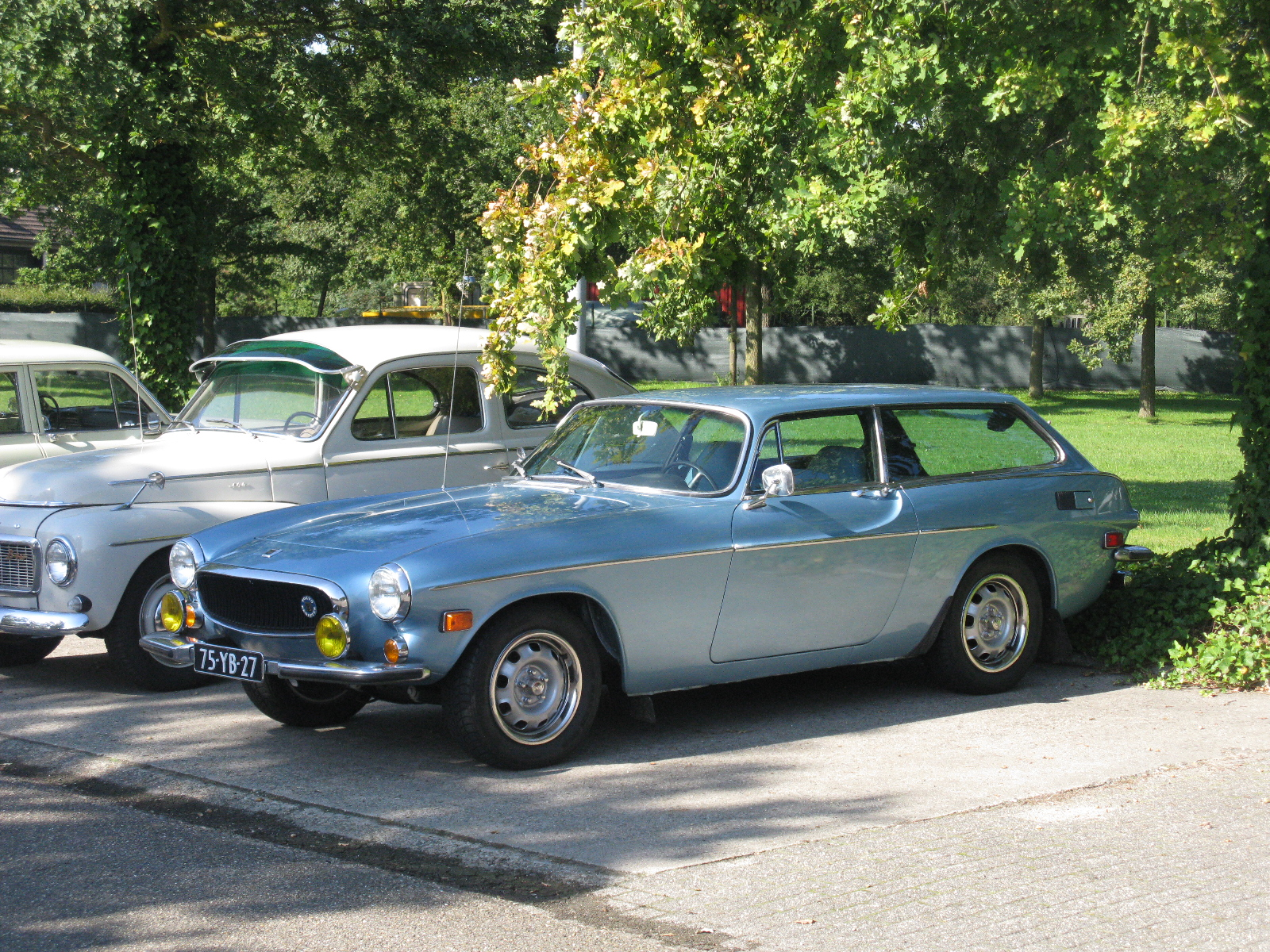
Volvo P1800 ES – „Schneewittchensarg“ (1971–1973)
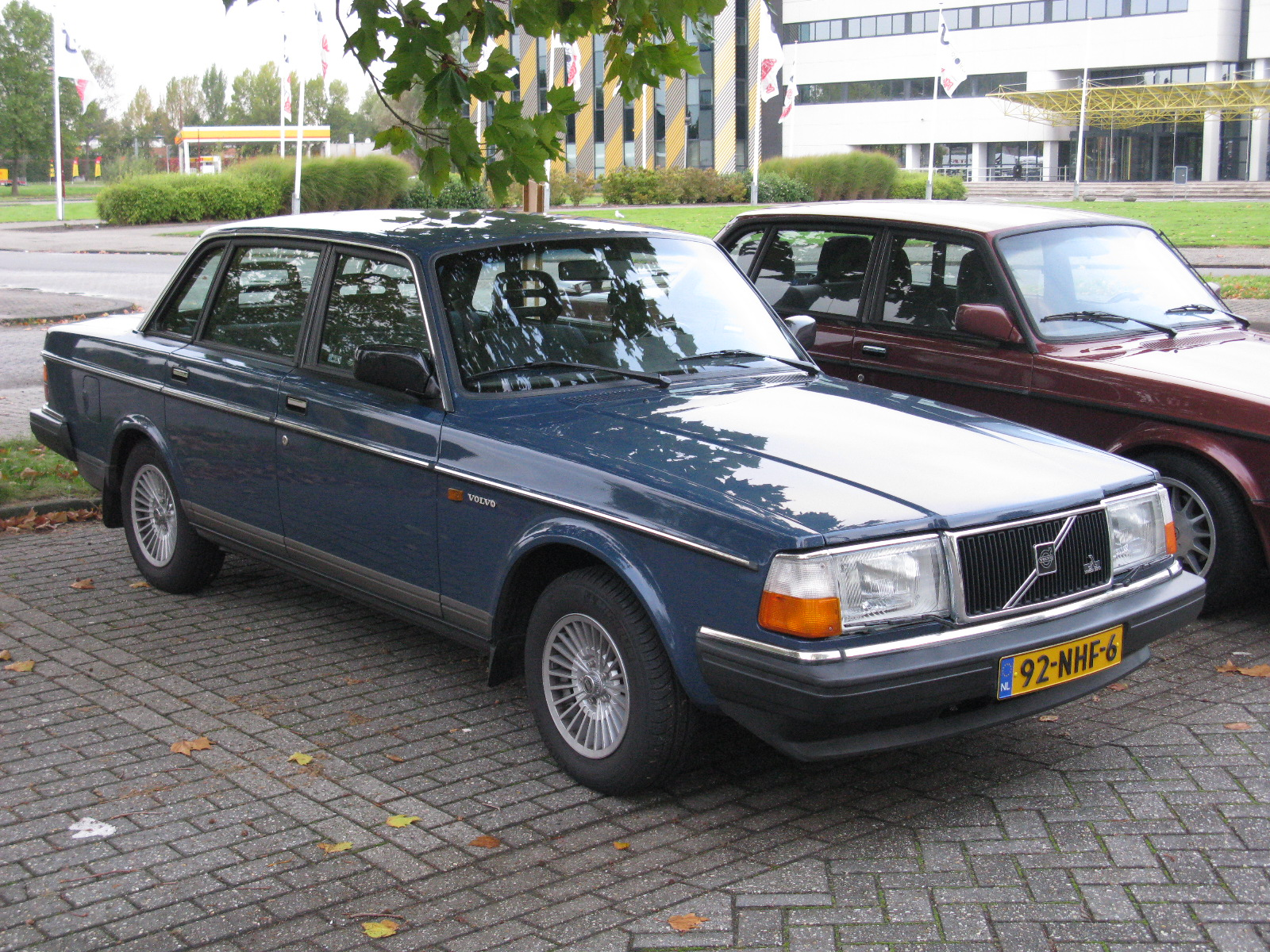
Volvo 240 – meistverkaufter Volvo (1974–1993)
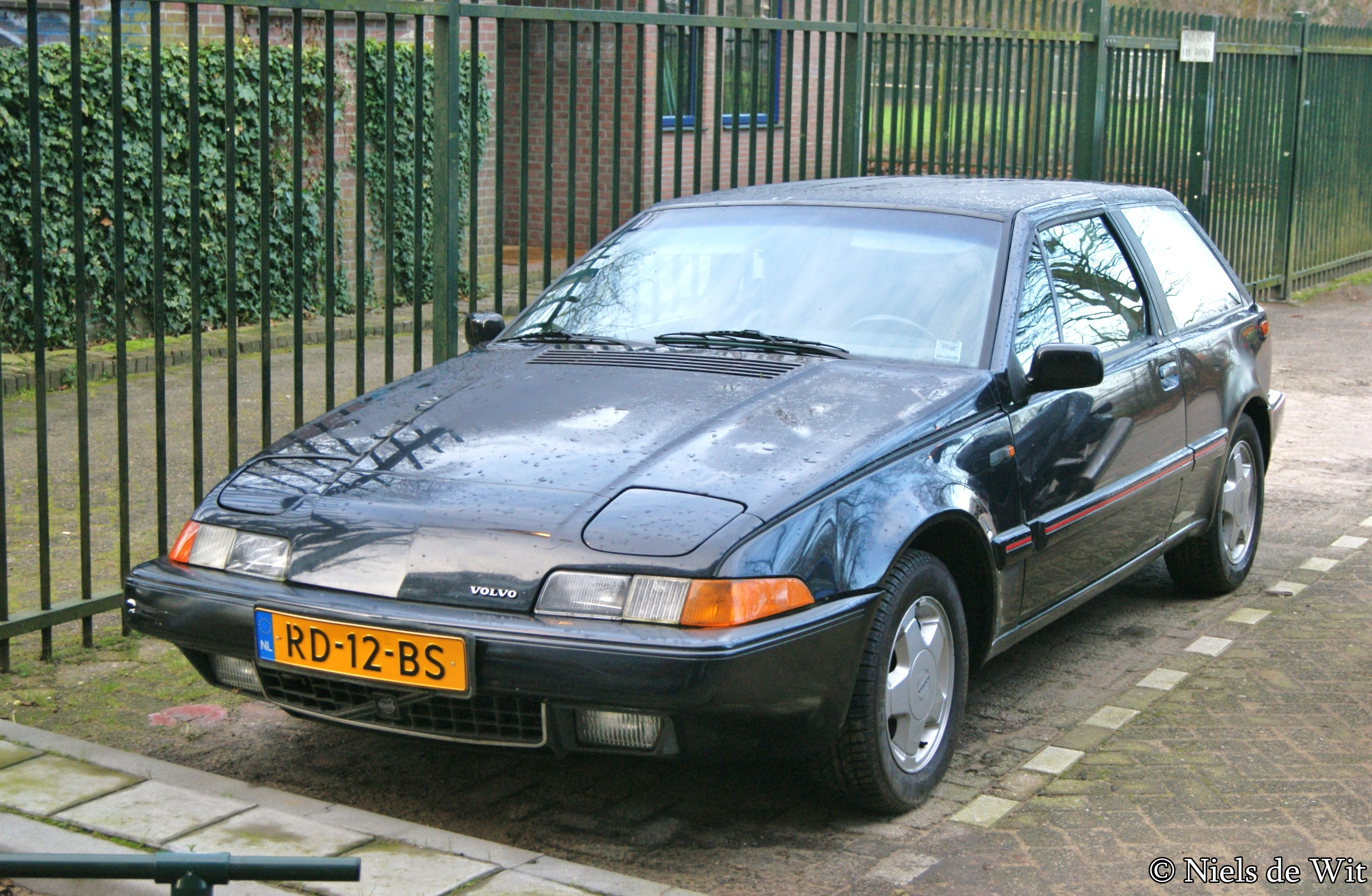
Volvo 480 ES – erster Volvo mit Frontantrieb (1986–1995)
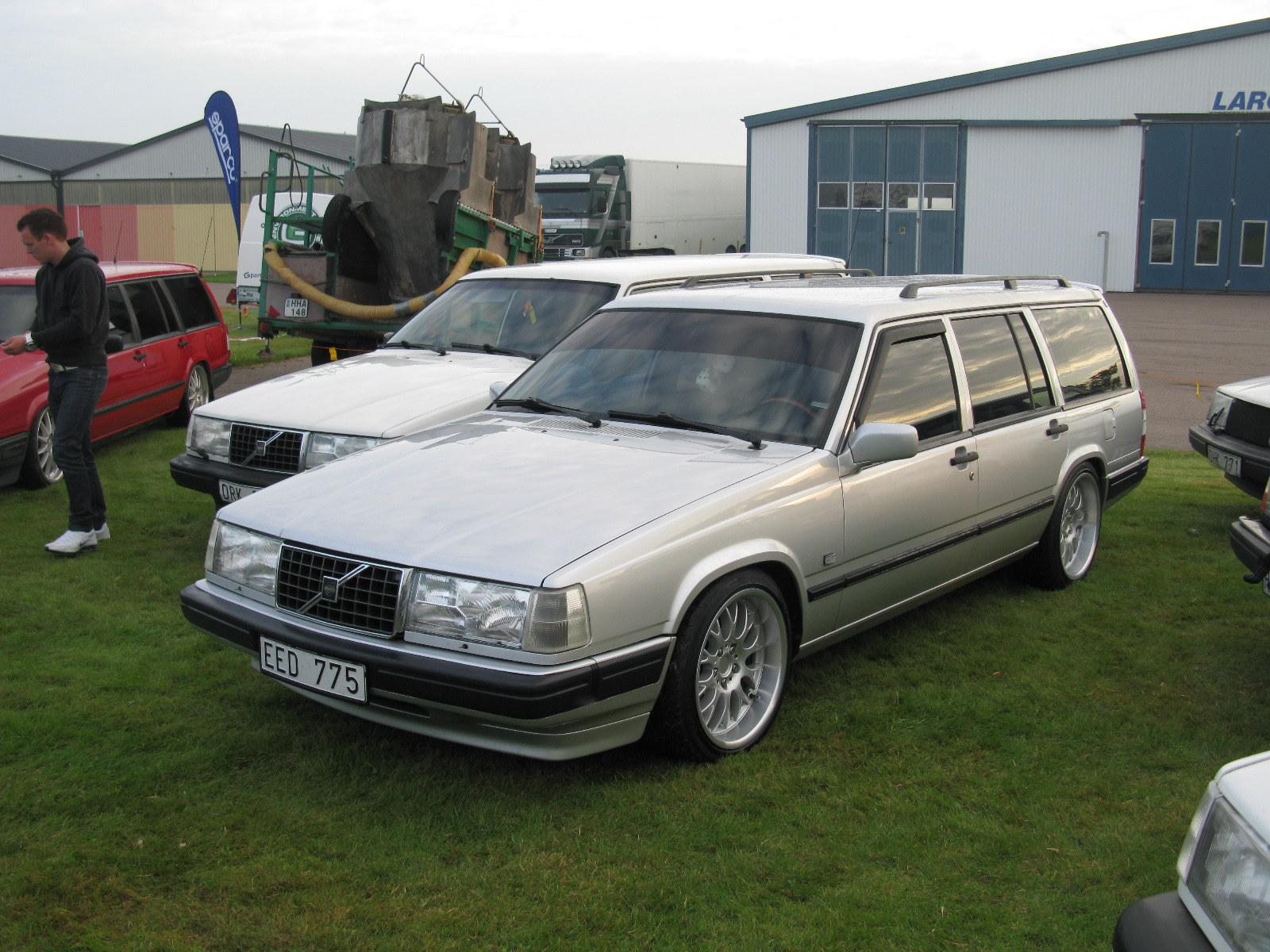
Volvo 940 Kombi – letzter Volvo mit Hinterradantrieb (1990–1998)
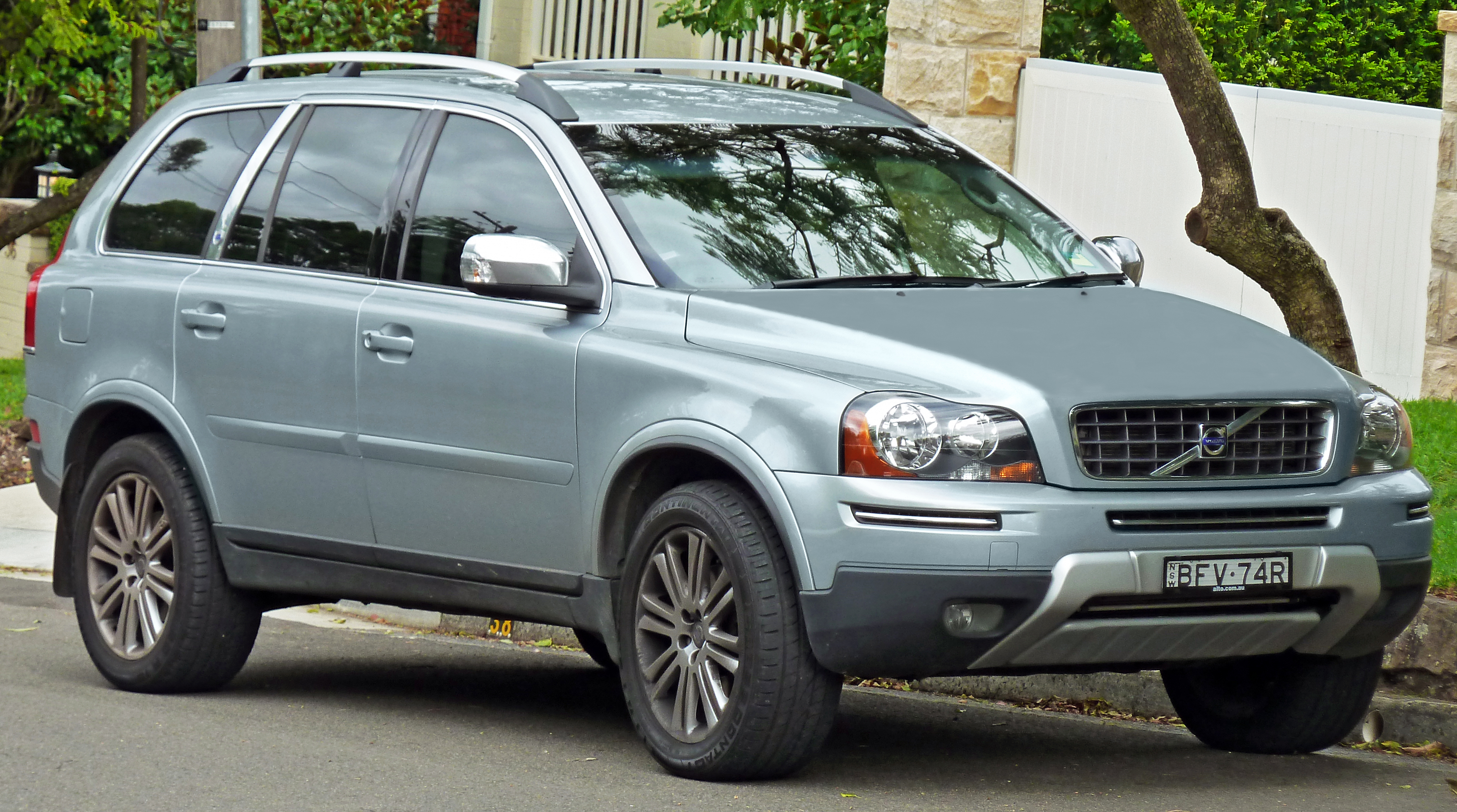
Volvo XC90 – vor allem in den USA ein großer Erfolg (seit 2002)
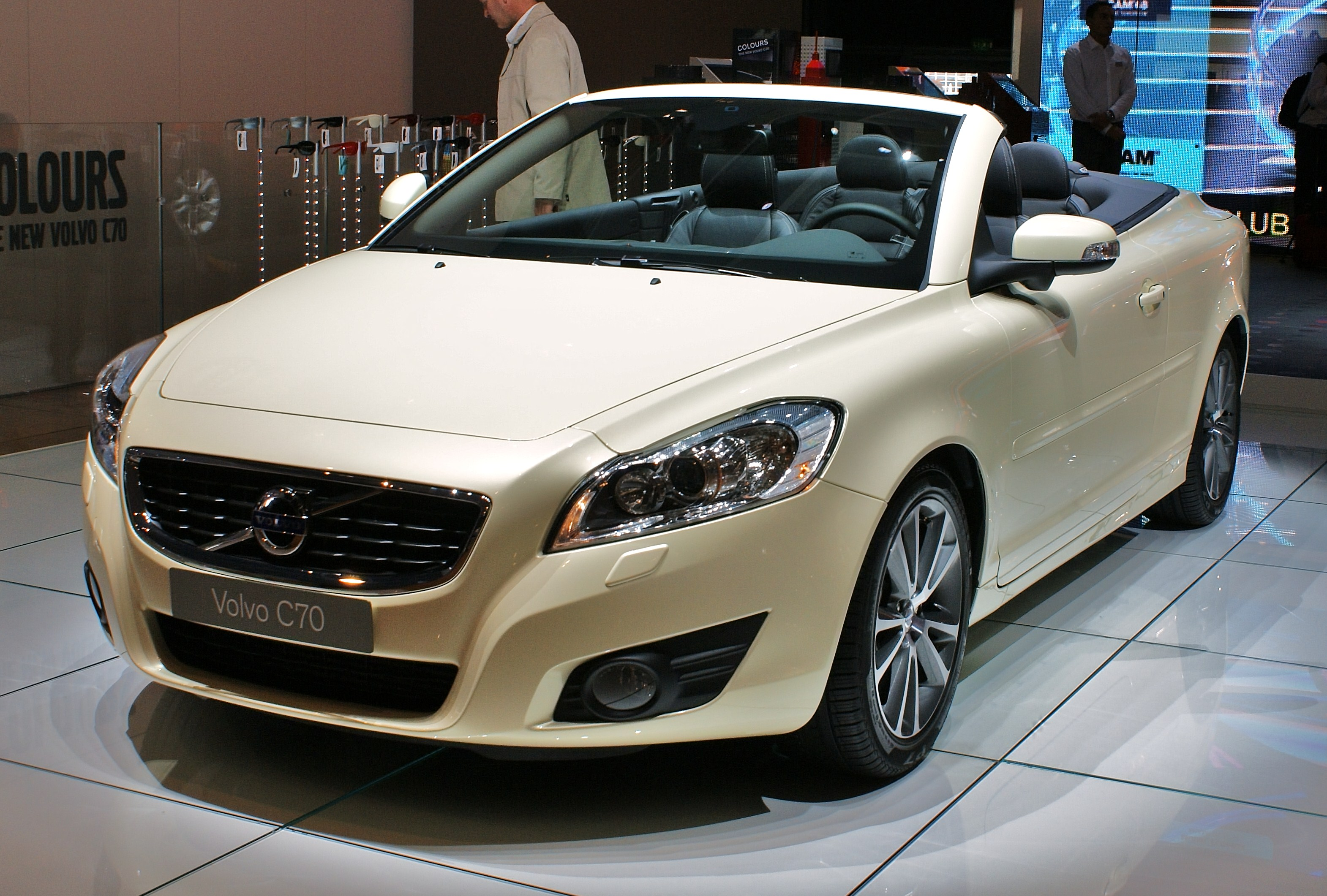
Volvo C70 – erstes Volvo-Cabrio mit Klappdach (1997–2013)
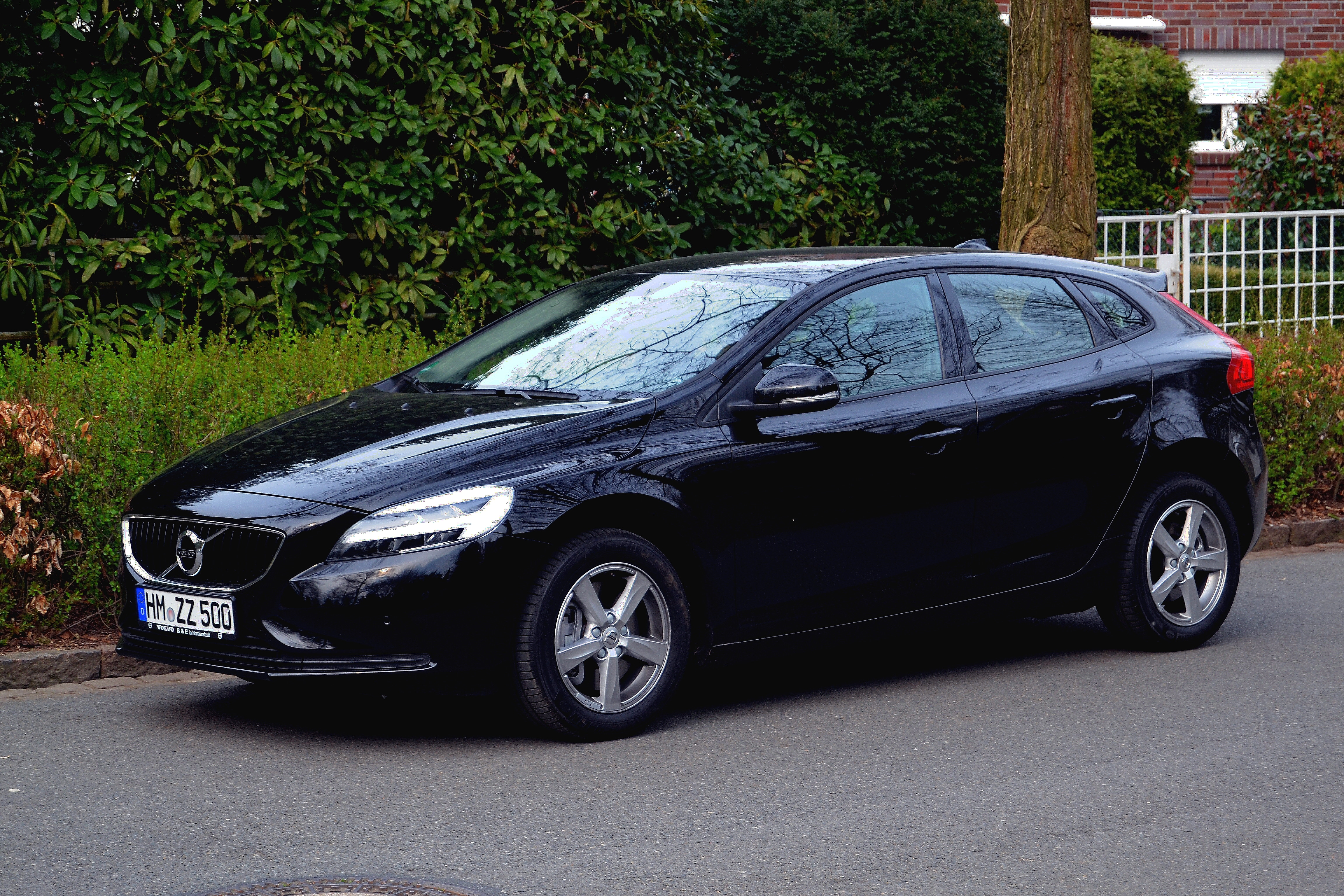
Volvo V40 – Neuanfang in der Kompaktklasse (2012–2019)

### Pkw-Modelle der Gegenwart

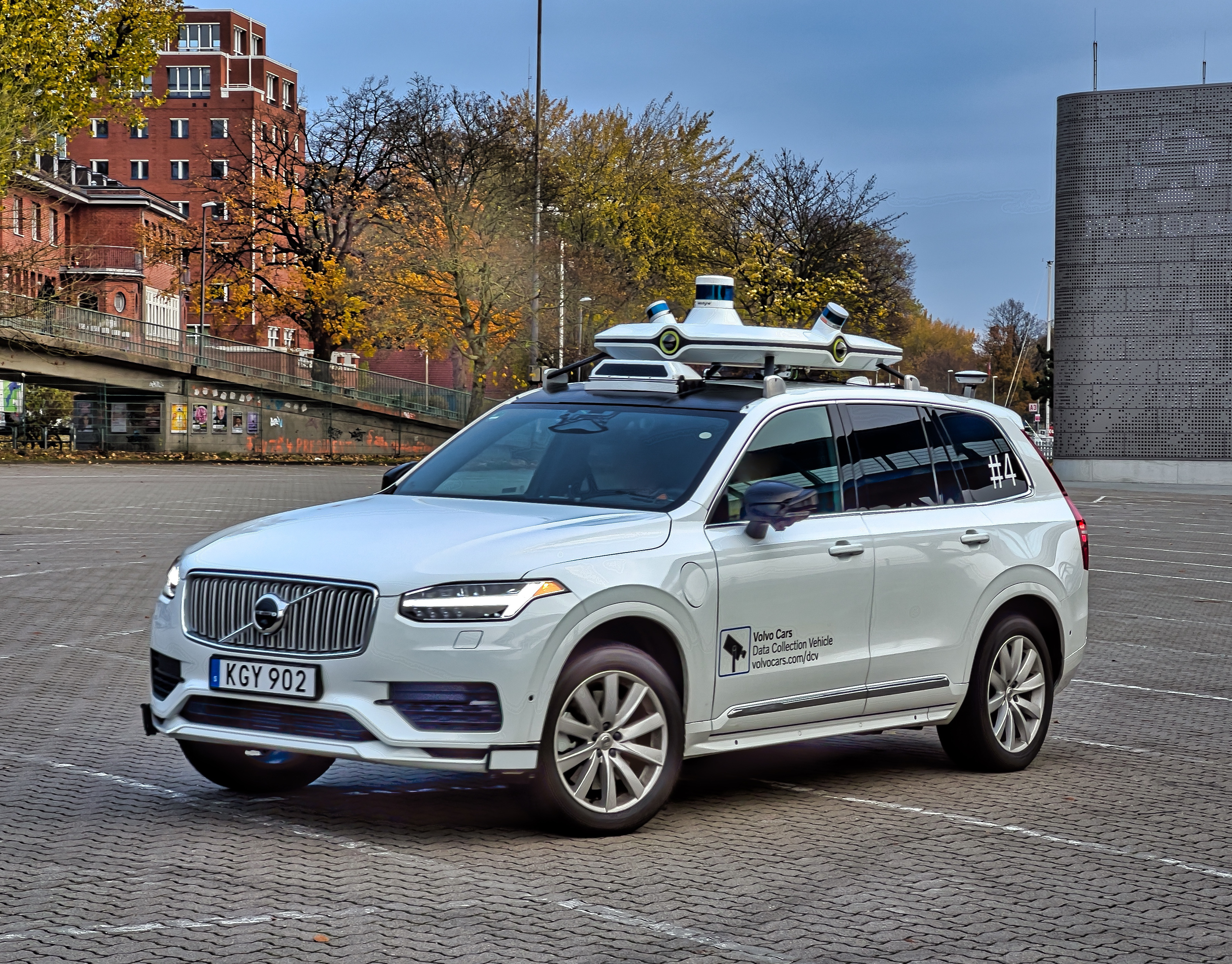
Einsatz eines XC90 durch Volvo zur Datensammlung, Ostseekai 2021

Alle gegenwärtigen Volvomodelle tragen eine Bezeichnung bestehend aus ein oder zwei Buchstaben und einer zweistelligen Zahl. Dabei stehen die Buchstaben für die Karosserievariante (S: Stufenhecklimousine (Sedan), V: Kombilimousine (Versatile), XC: geländetüchtiges Modell (Cross Country), C: Cabrio/Coupé). Die Zahl bezeichnet die Klassenzugehörigkeit.

#### Aktuell produzierte Fahrzeuge

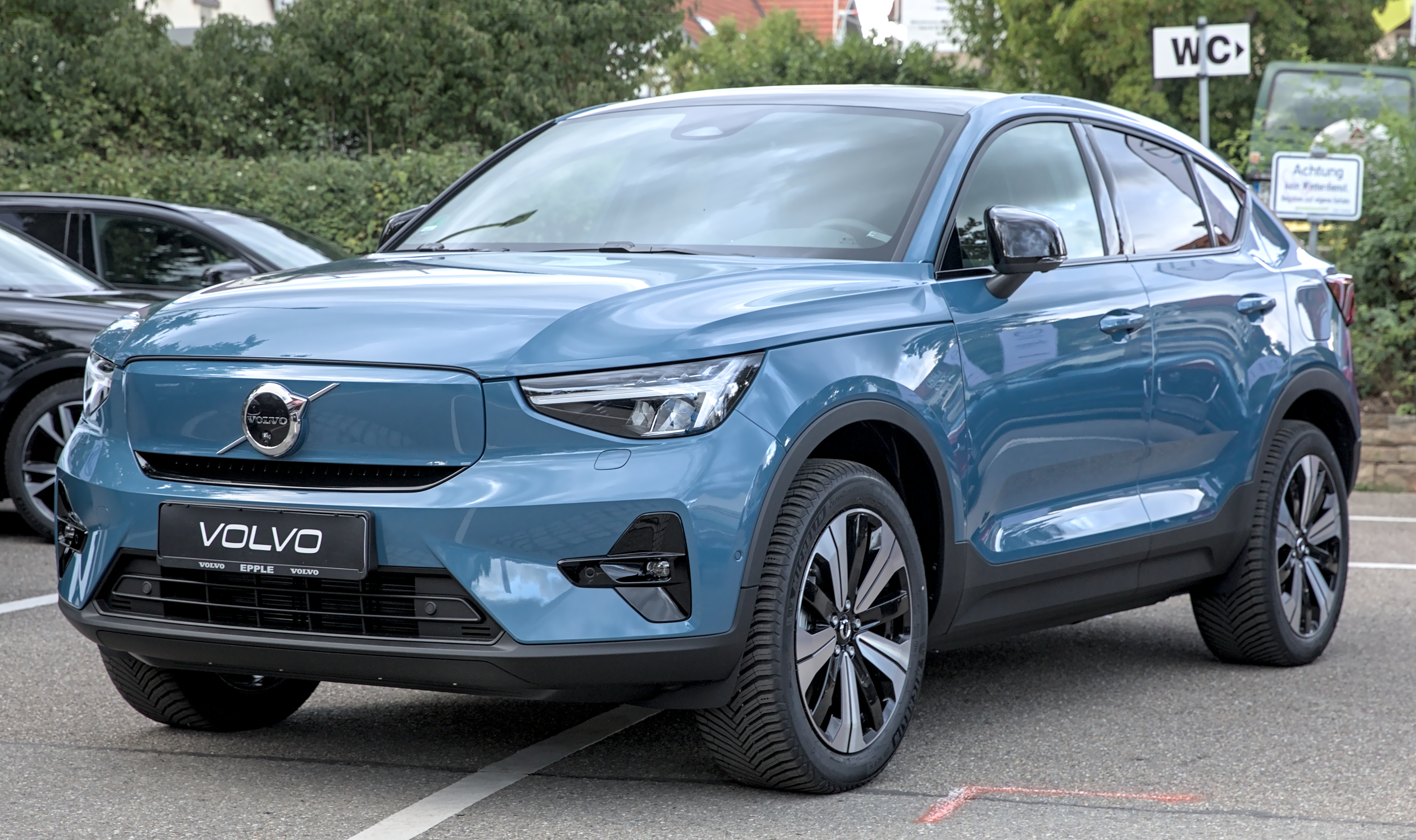
Volvo C40 (seit 2021)
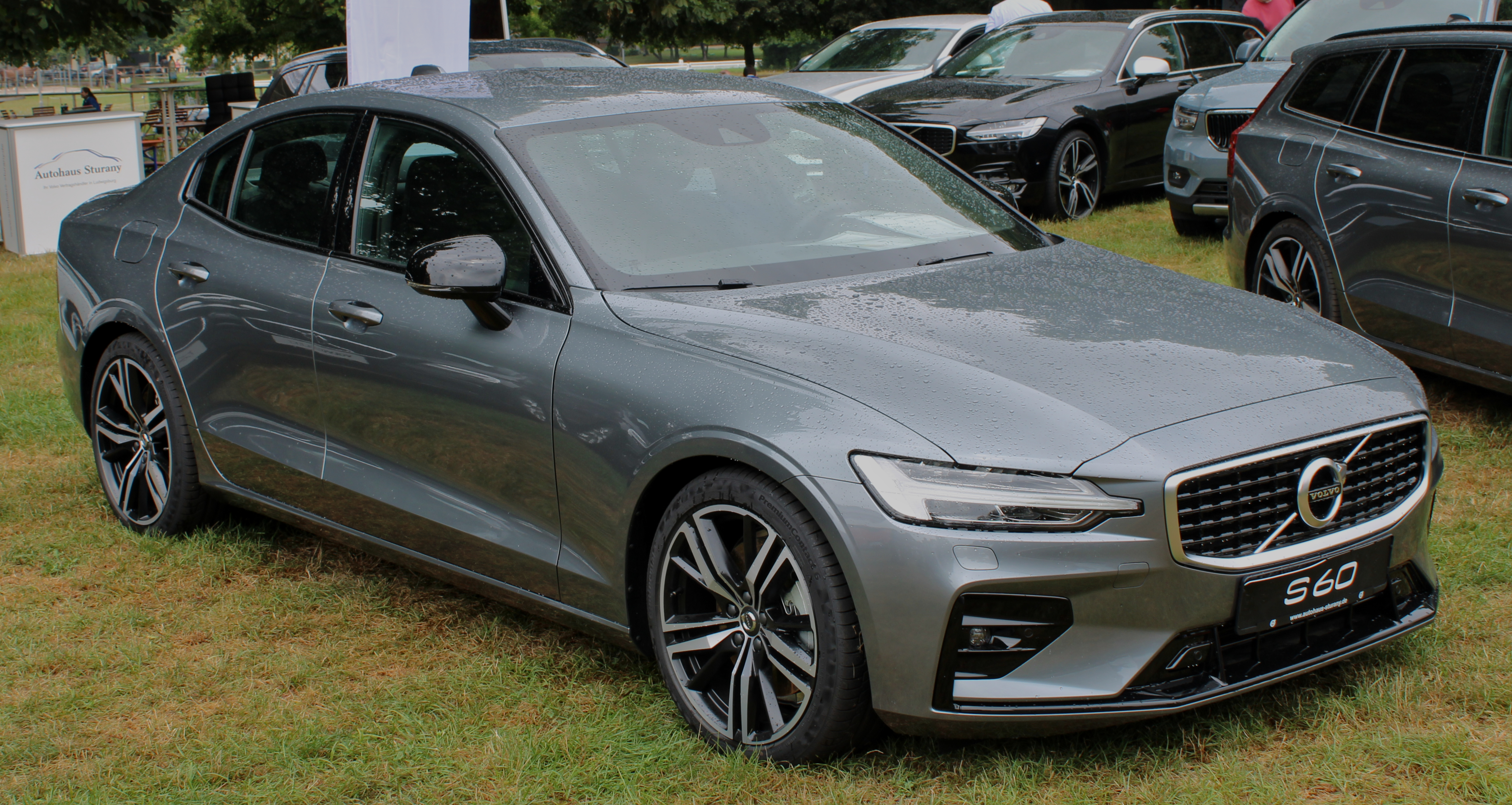
Volvo S60 (seit 2018)
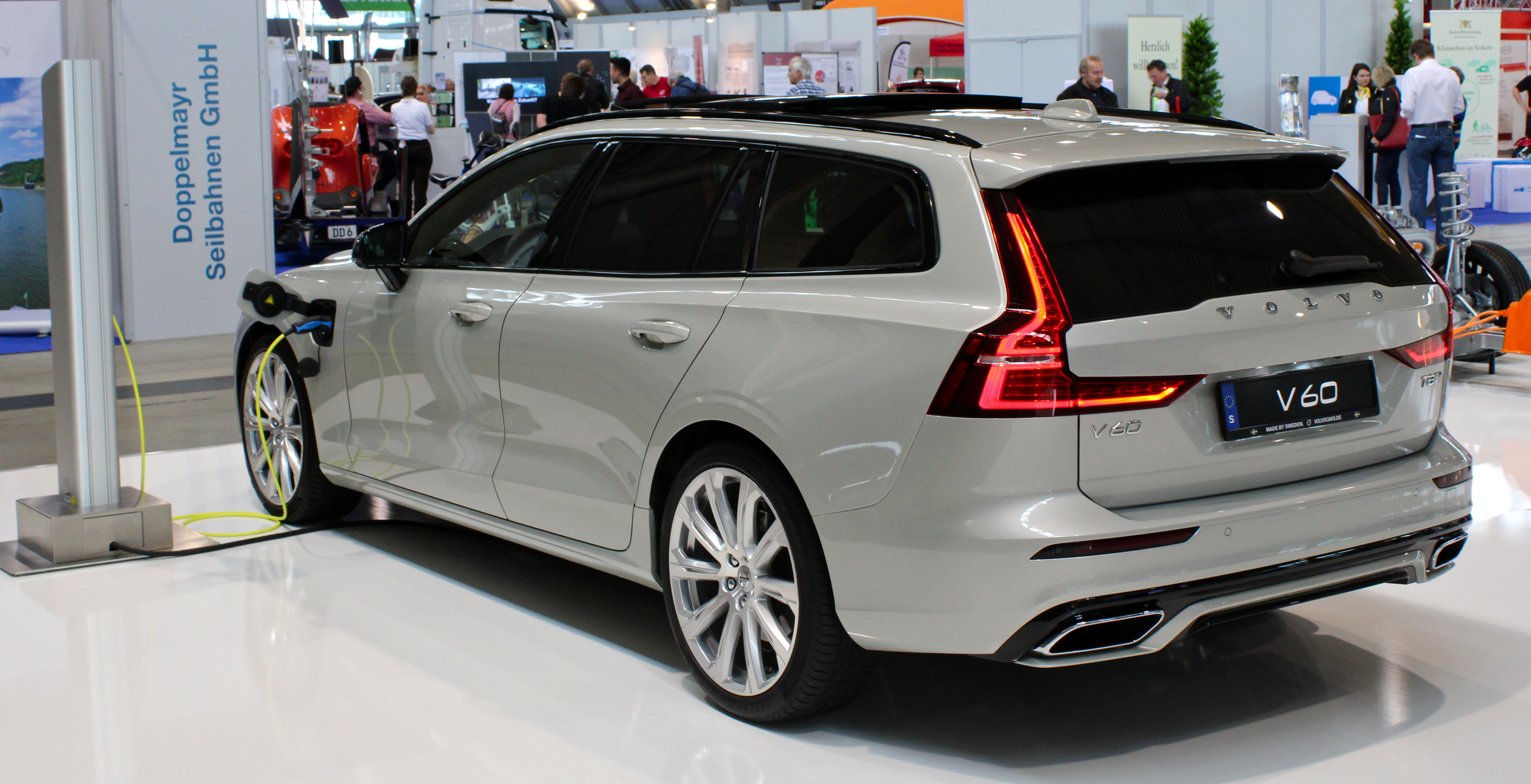
Volvo V60 (seit 2018)
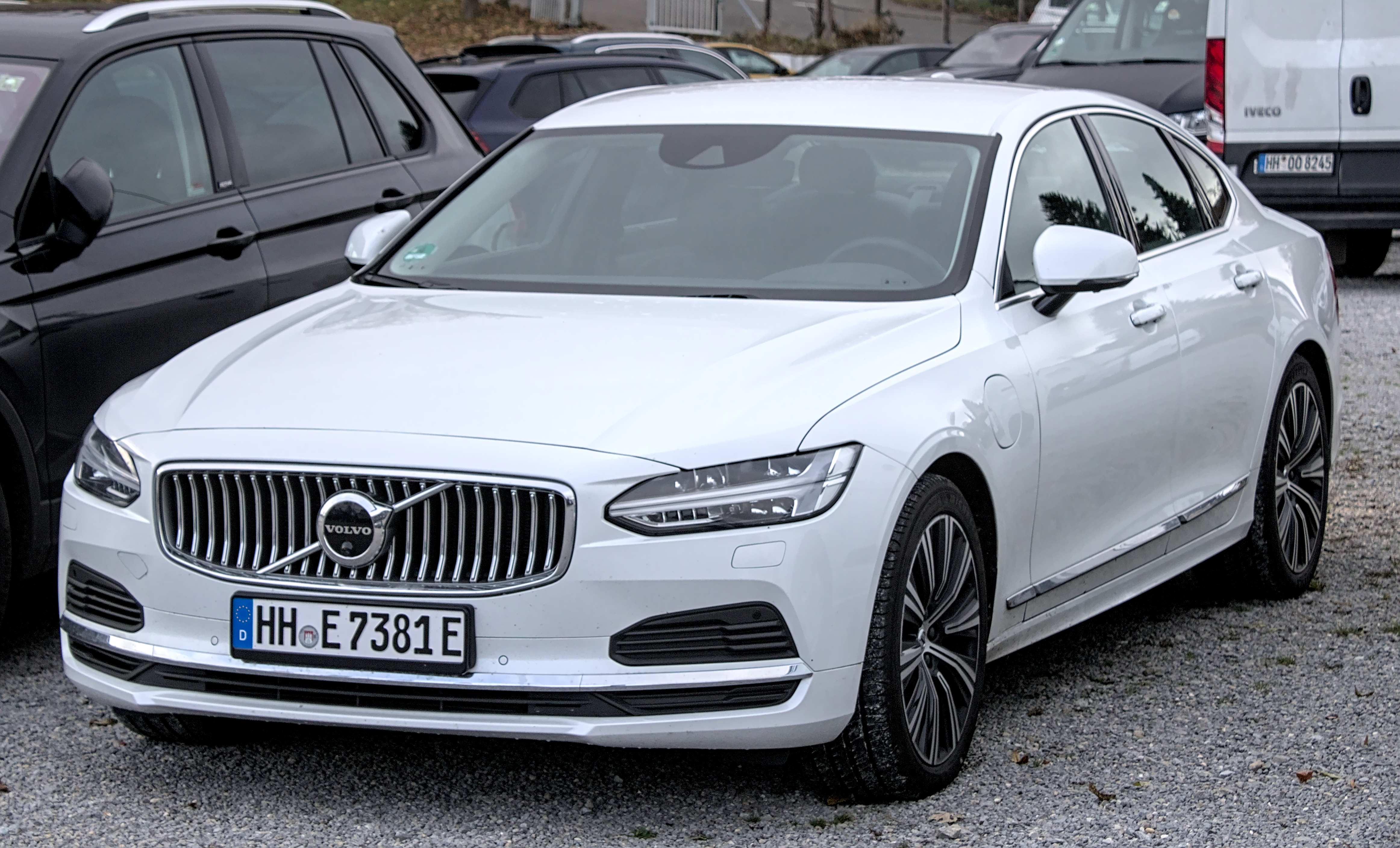
Volvo S90 (seit 2016)
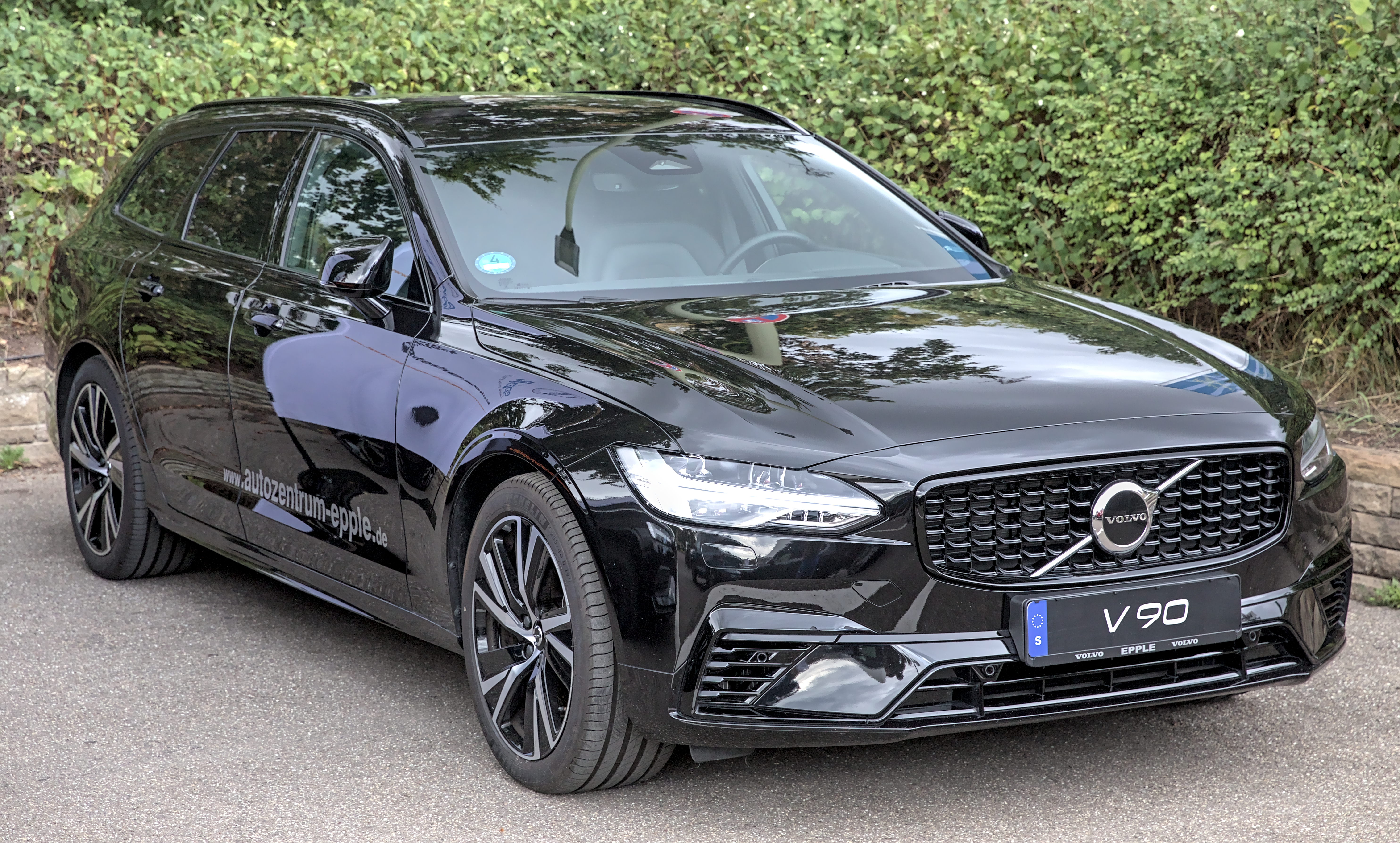
Volvo V90 (seit 2016)
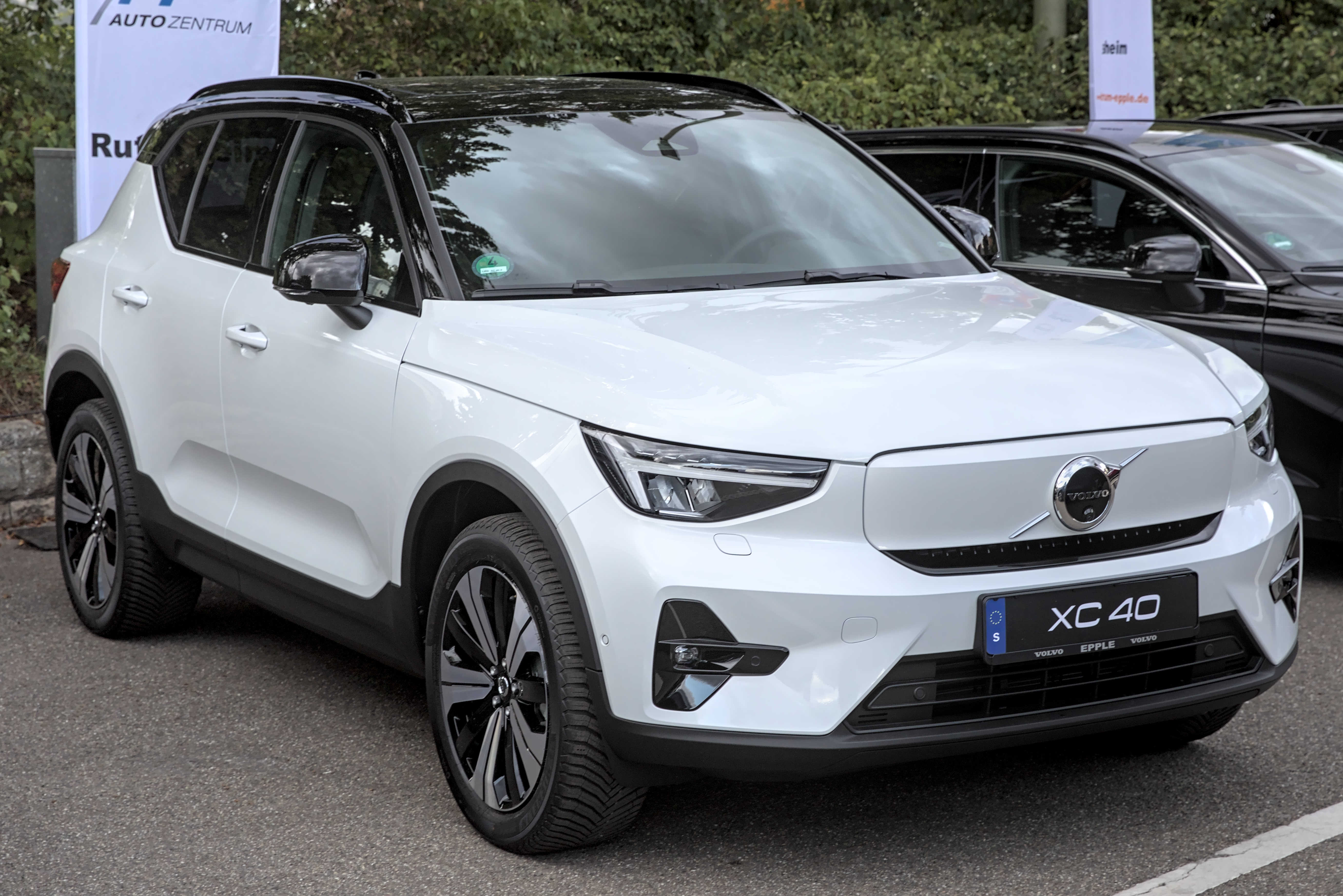
Volvo XC40 (seit 2017)
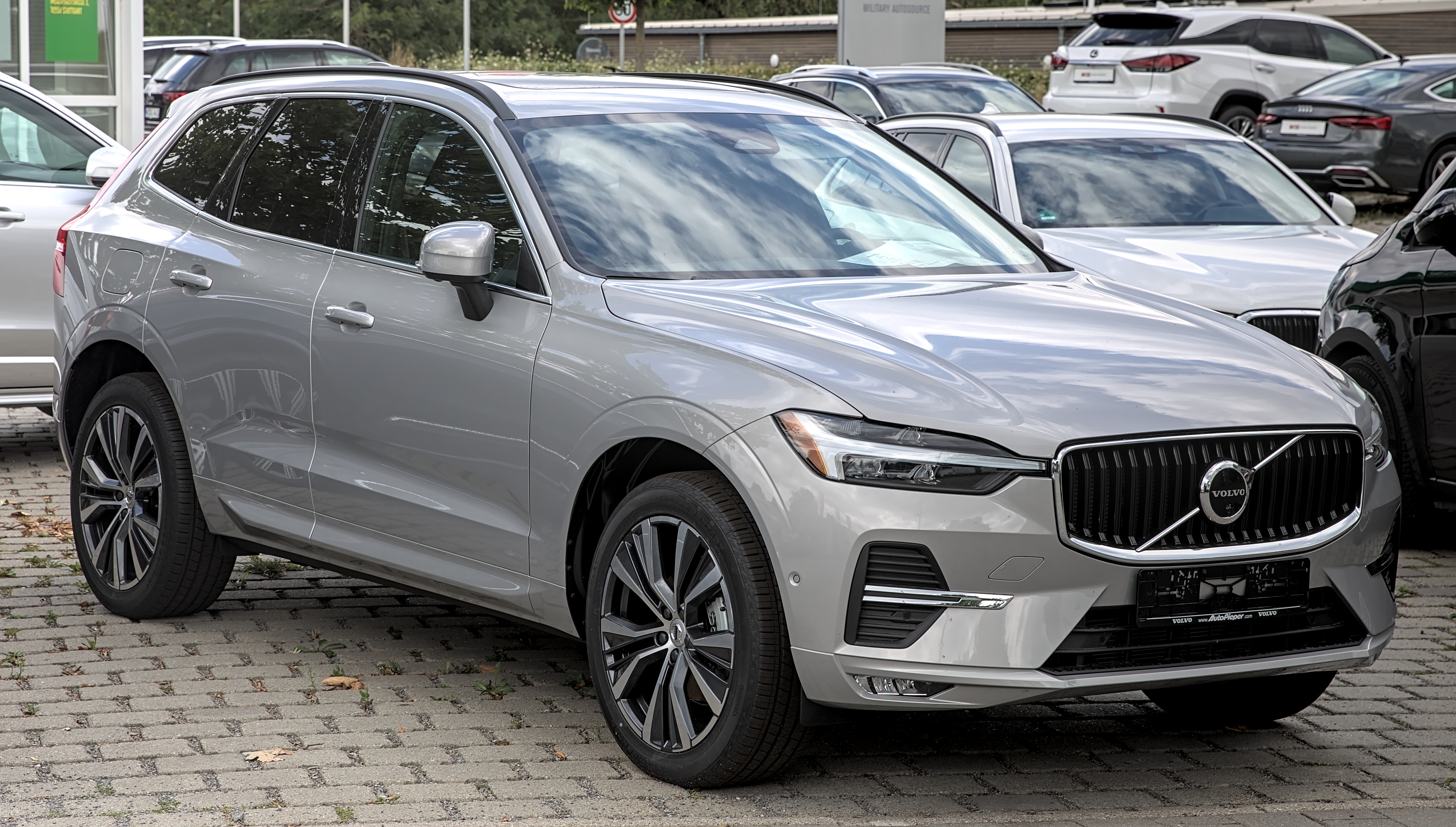
Volvo XC60 (seit 2017)
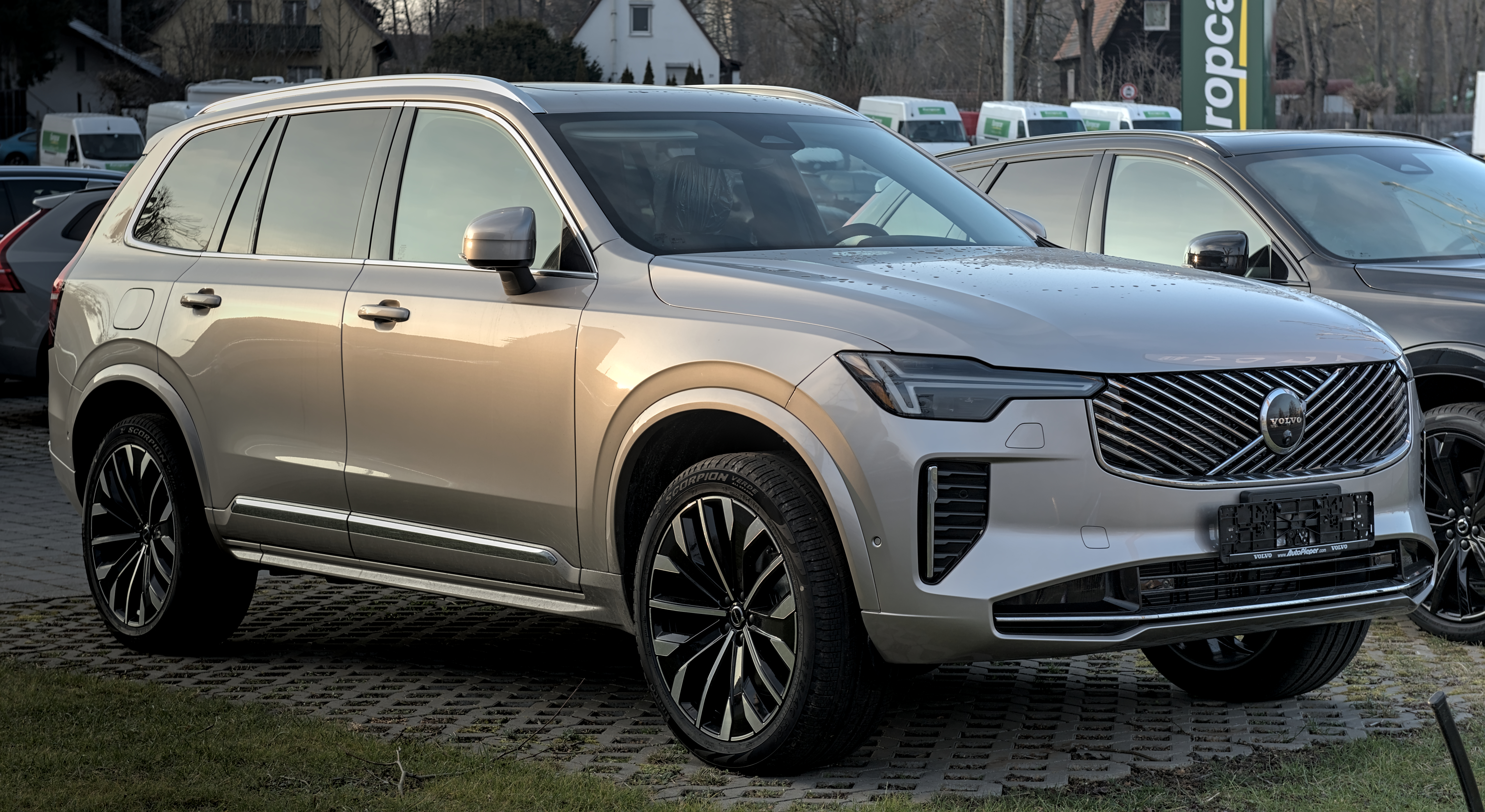
Volvo XC90 (seit 2015)
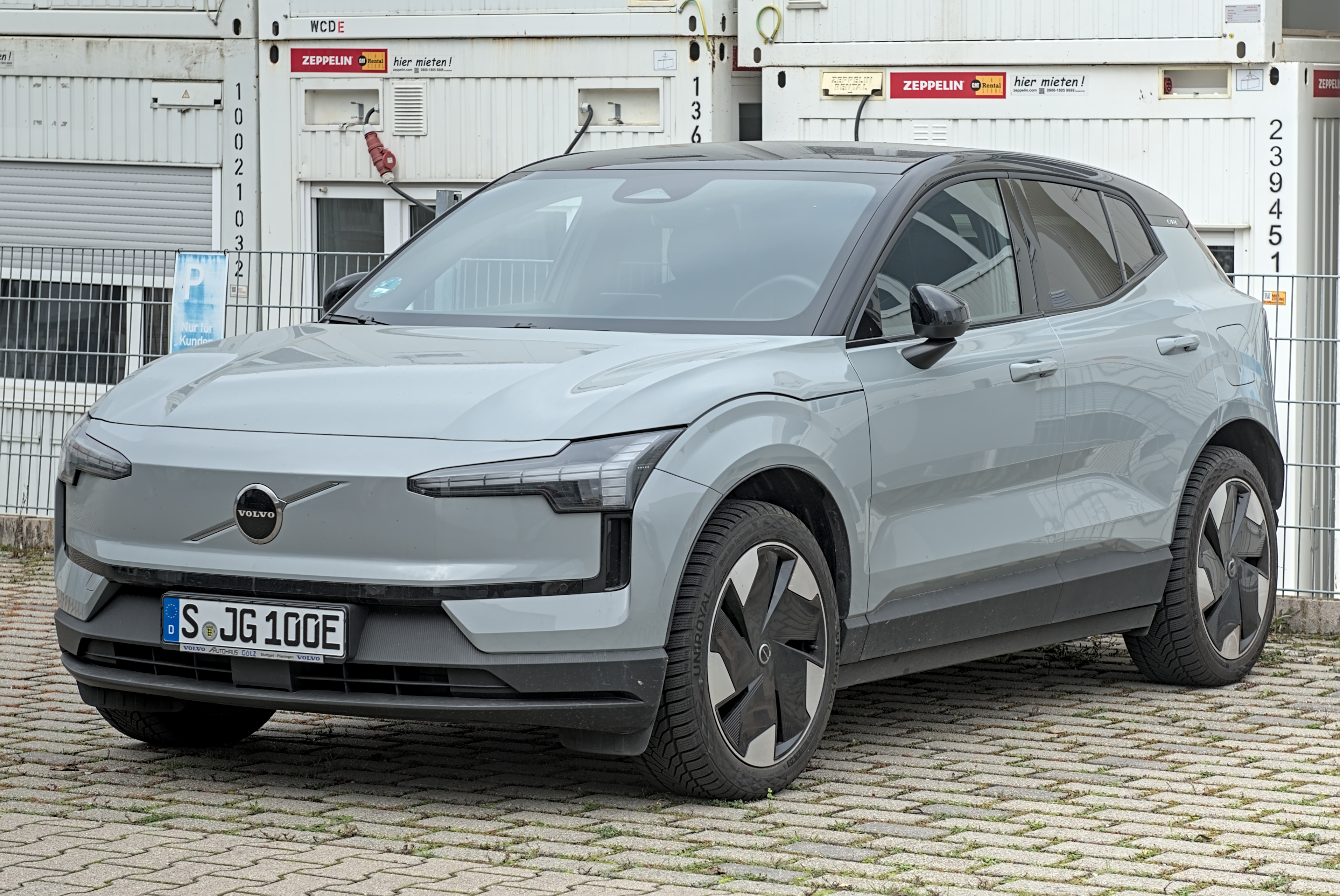
Volvo EX30 (seit 2023)
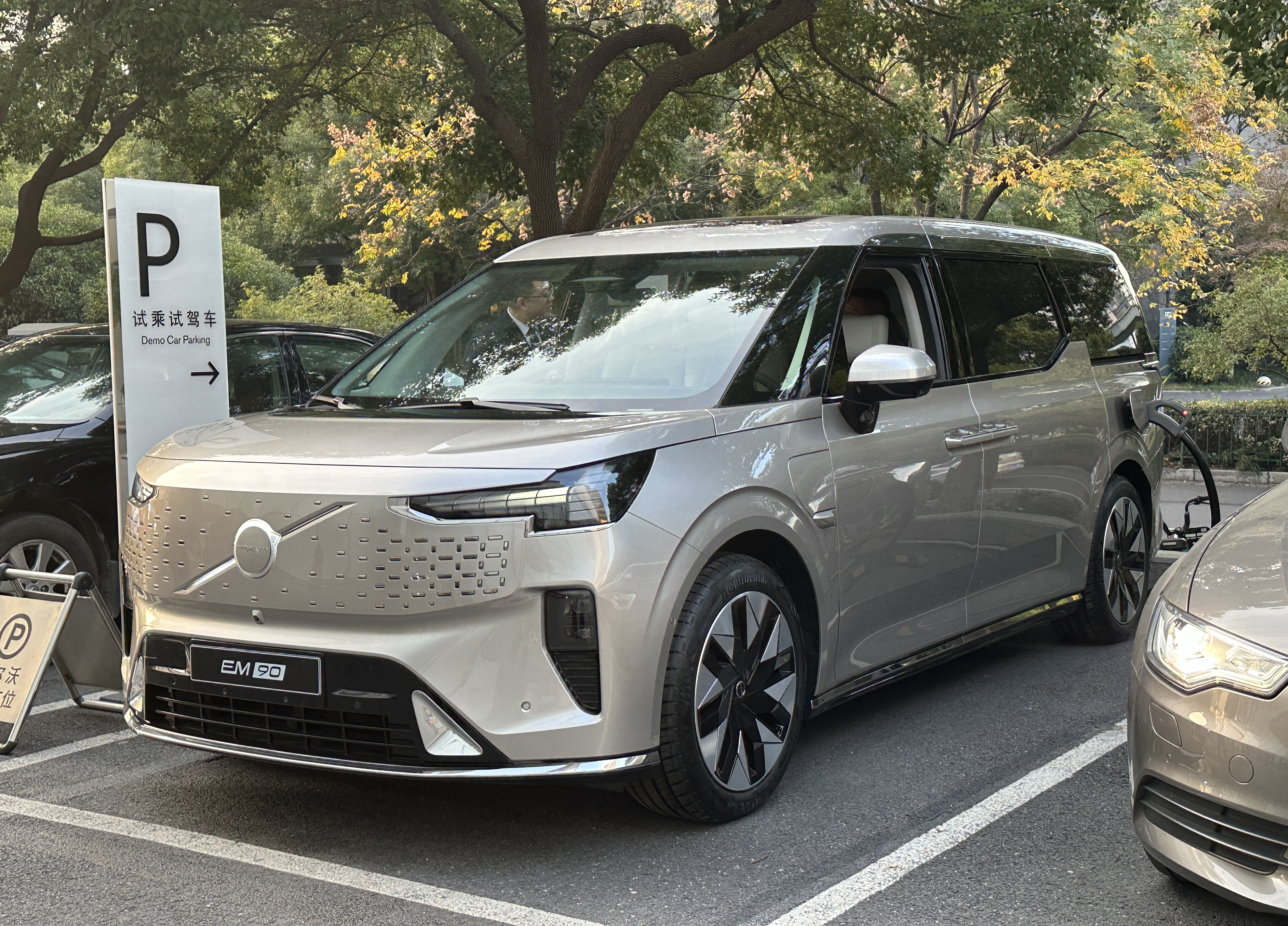
Volvo EM90 (seit 2023)
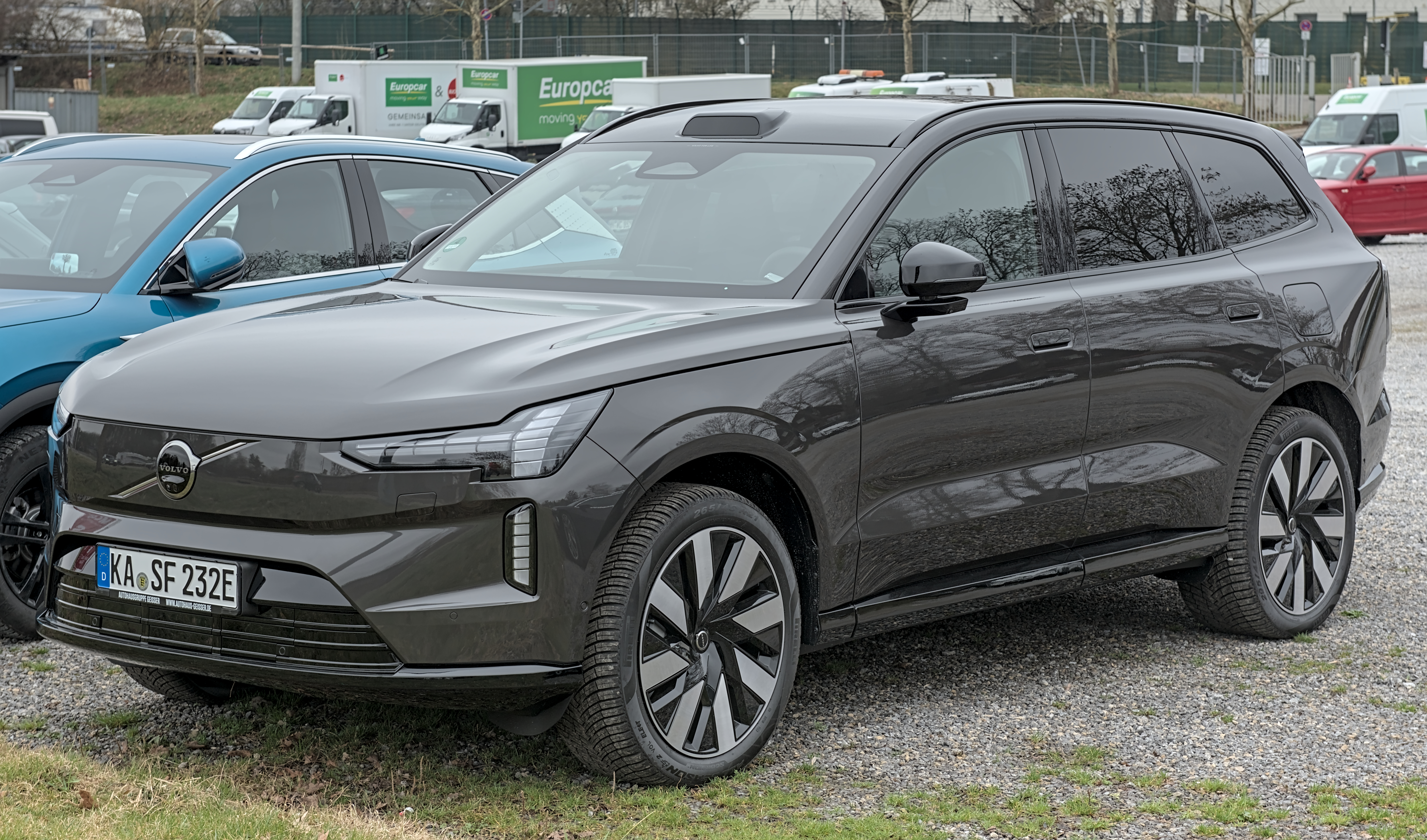
Volvo EX90 (seit 2024)
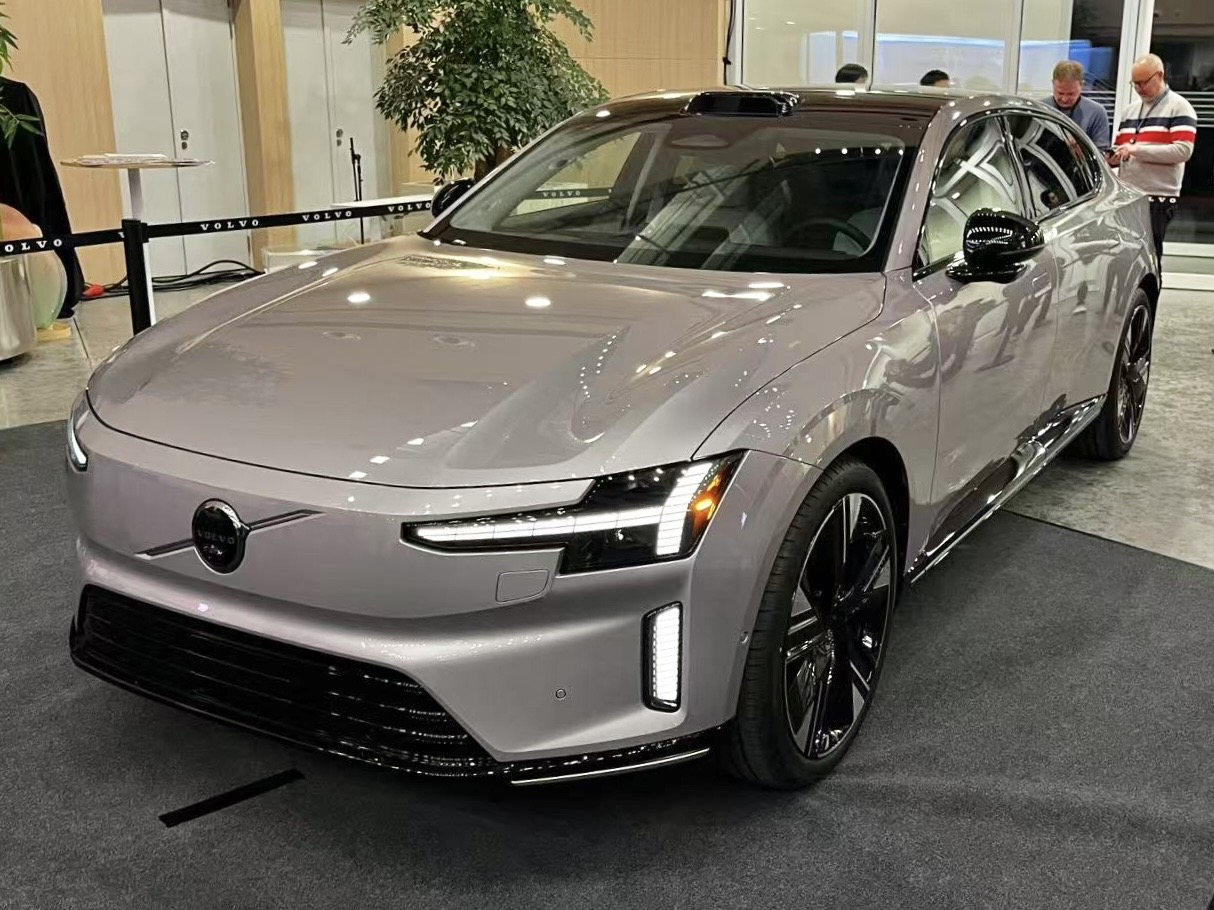
Volvo ES90 (ab 2025)

### Militär- bzw. Geländefahrzeuge – Modellüberblick
- Volvo TP 21
- Volvo C202 („Lapplander“, frühere Bezeichnungen: L3314, L3315)
- Volvo C303/304/306 („Cross Country“)
- Volvo L3304 (Panzerabwehrkanonenträger 9031)

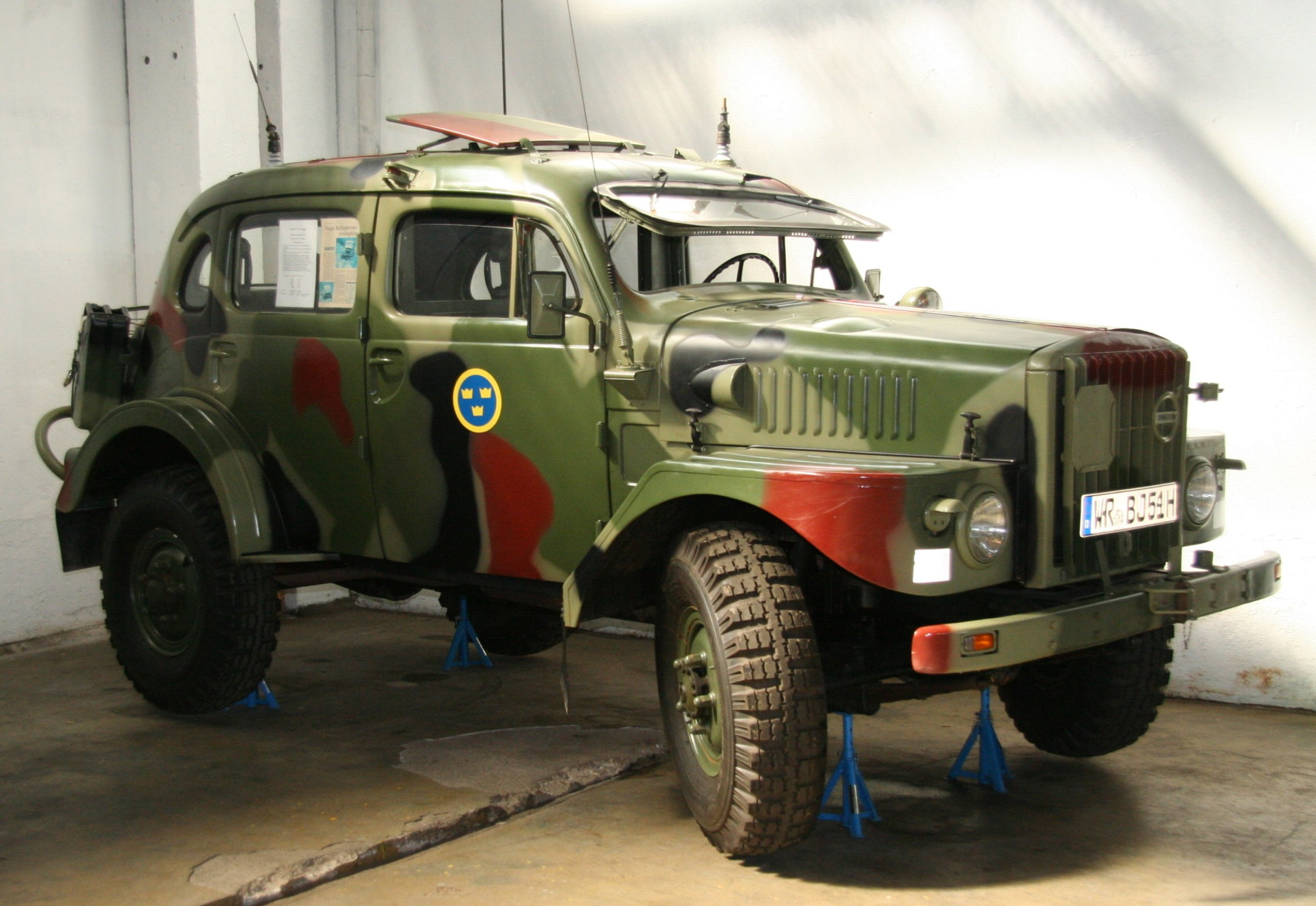
Volvo TP 21 (1953–1958)
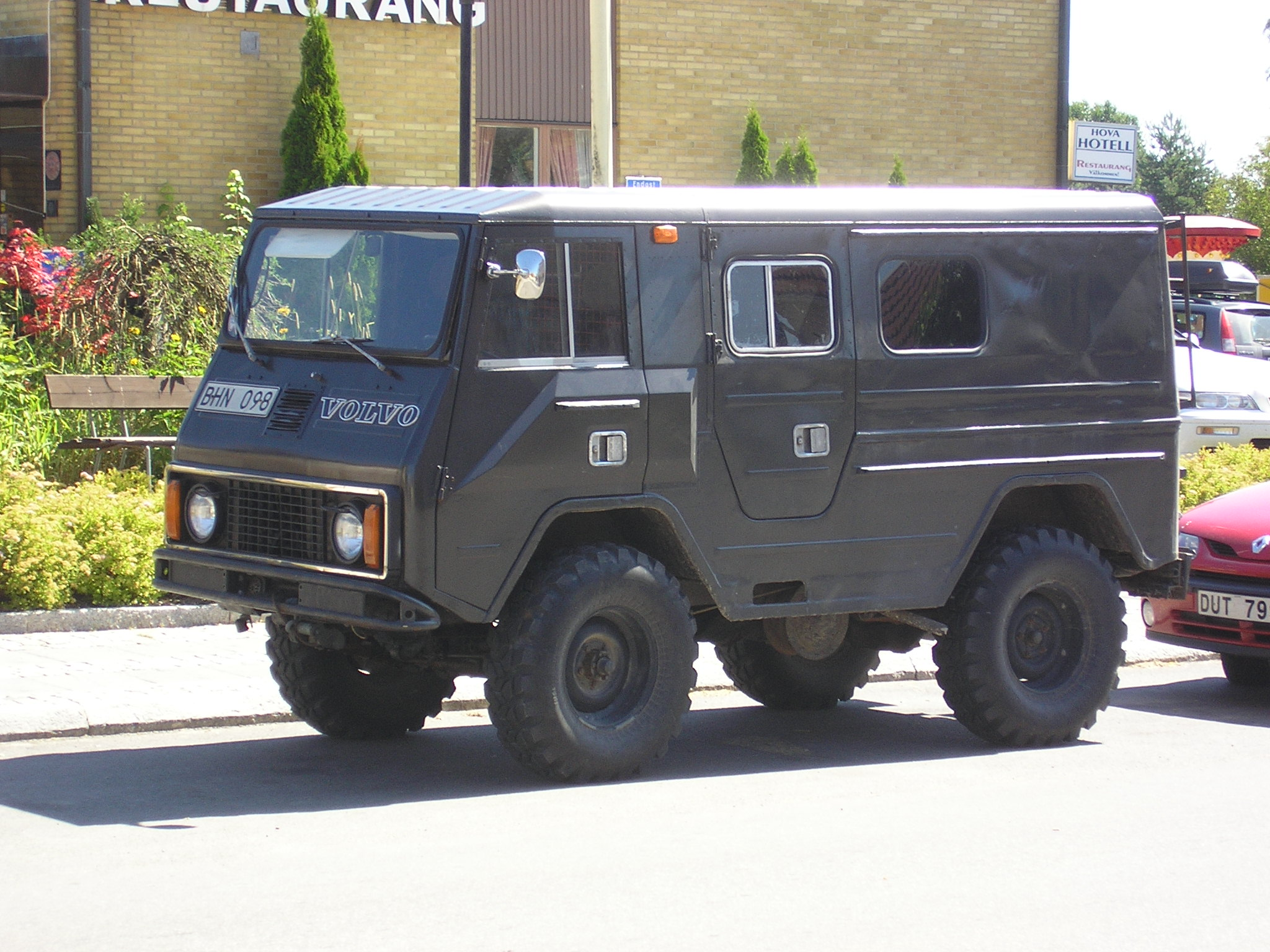
Volvo C202 (1977–1981)
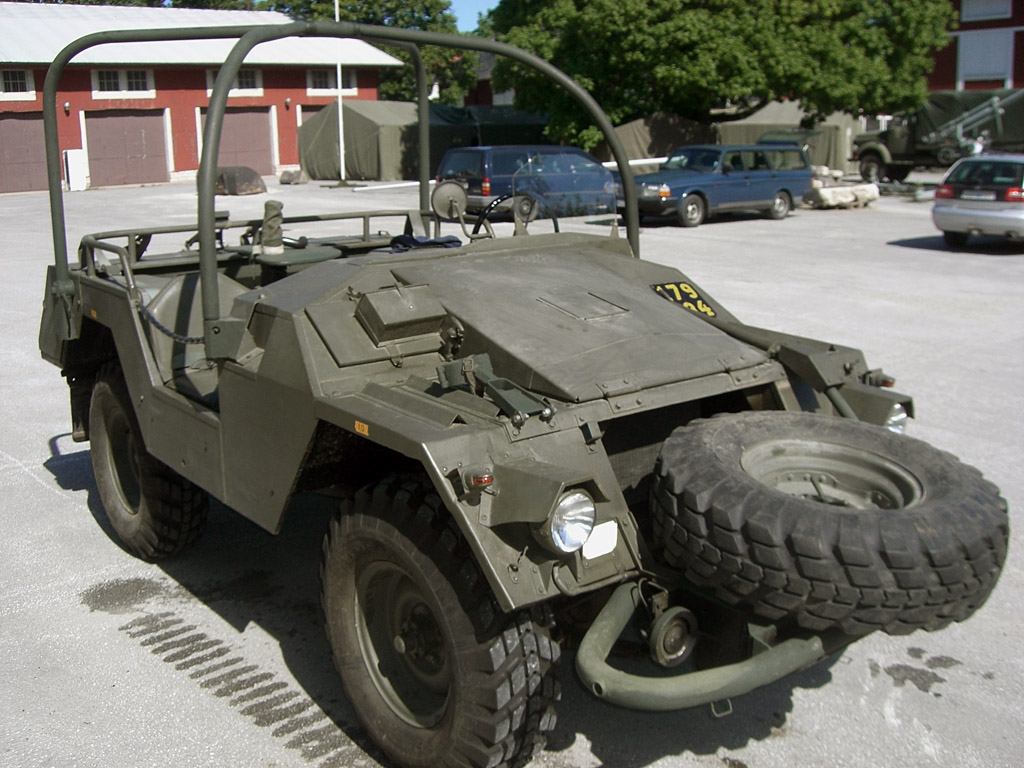
Volvo L3304

### Konzeptfahrzeuge
- Volvo Venus Bilo (1933)
- Volvo Philip (1952)
- Volvo Margarete Rose (1953)
- Volvo Elisabeth I (1953)
- Volvo GTZ (1969)
- Volvo GTZ 3000 (1970)
- Volvo VESC (1972)
- Volvo 1800 ESC (1972)
- Volvo EC (1977)
- Volvo City Taxi (1977)
- Volvo Tundra (1979)
- Volvo VCC – Volvo Concept Car (1980)
- Volvo LCP2000 (1983)
- Volvo ECC – Environment Concept Car (1992)
- Volvo ACC – Adventure Concept Car (1997)
- Volvo SCC – Safety Concept Car (2001)
- Volvo PCC – Performance Concept Car (2001)
- Volvo PCC2 (2002)
- Volvo ACC2 (2002)
- Volvo MCC – My Concept Car (2003)[42]
- Volvo VCC – Versatility Concept Car (2003)
- Volvo YCC – Your Concept Car (2004)
- Volvo T6 (2005)
- Volvo 3CC (2005)
- Volvo C30 Design Concept (2006)
- Volvo XC60 Concept (2006)
- Volvo ReCharge Concept (2007)
- Volvo S60 Concept (2008)
- C30 DRIVe Electric (2010)
- Volvo Universe Concept (2011)
- Volvo Concept You (2011)[43]
- Volvo Concept Coupé (2013)
- Volvo Concept XC Coupe (2014)[44]
- Volvo Concept Estate (2014)[45]
- Volvo 40.1 (2016)
- Volvo 40.2 (2016)
- Volvo 360c (2018)

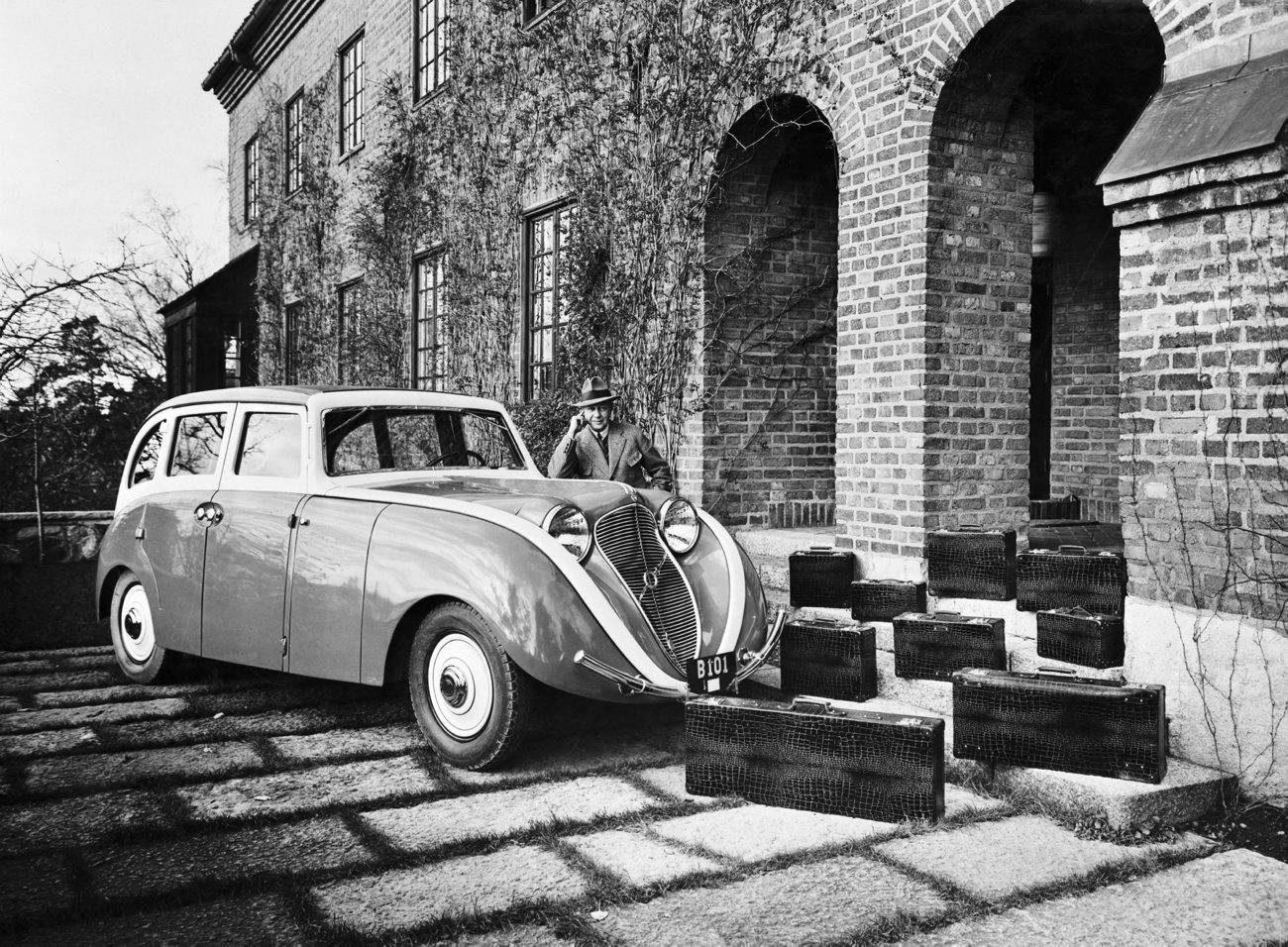
Volvo Venus Bilo (Einzelstück 1933)
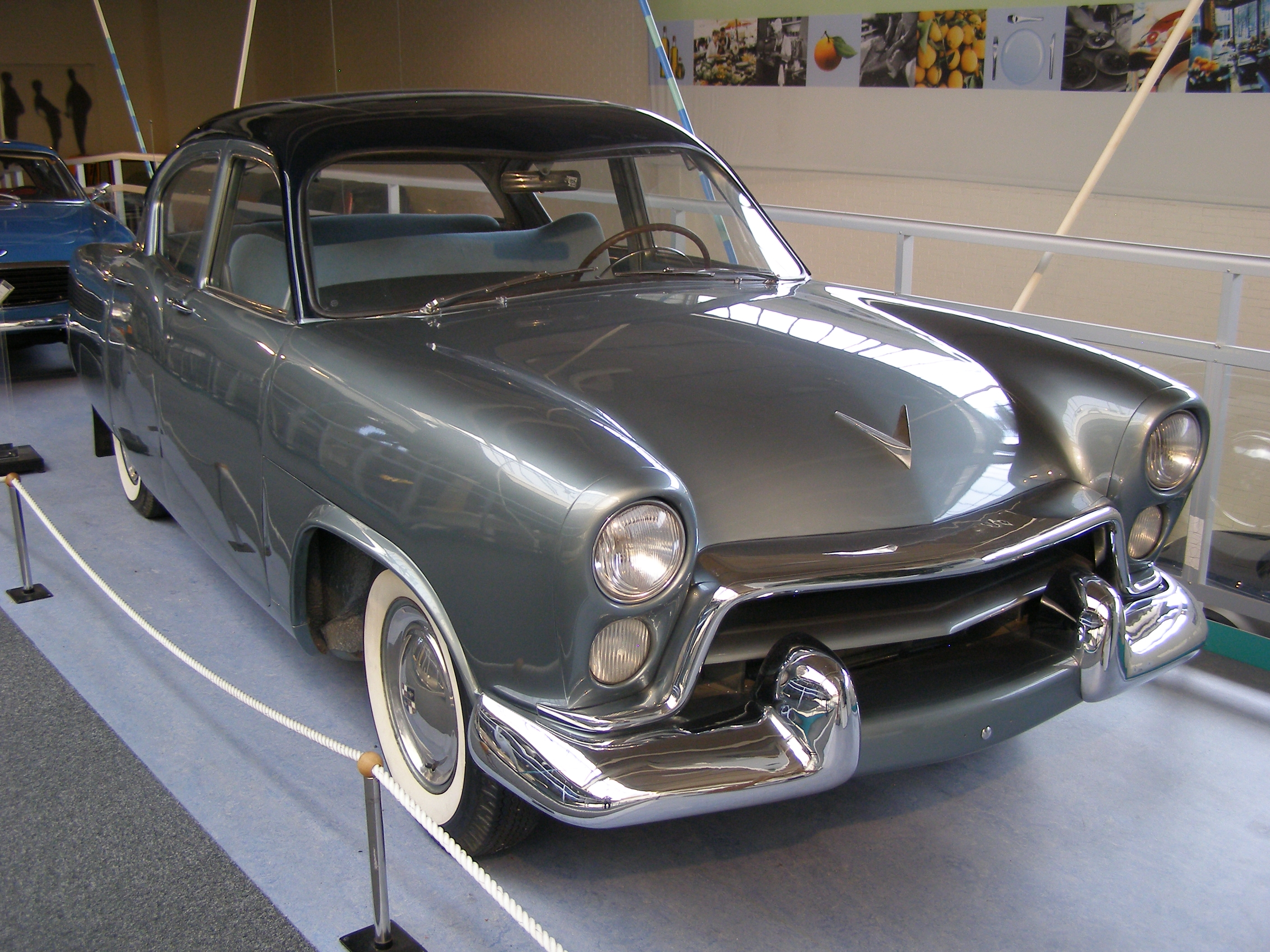
Volvo Philip (1952)
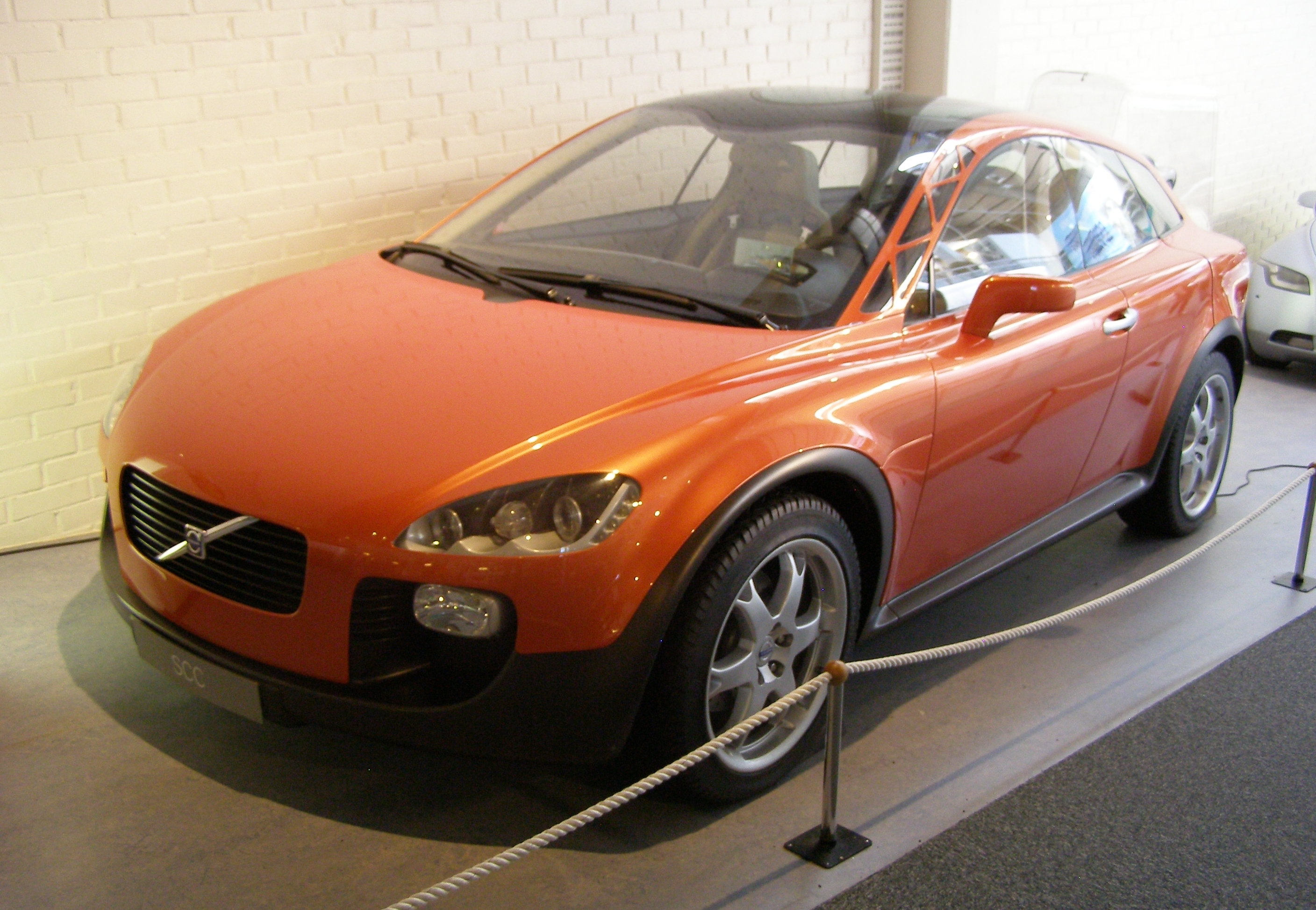
Volvo Safety Concept Car (2001)
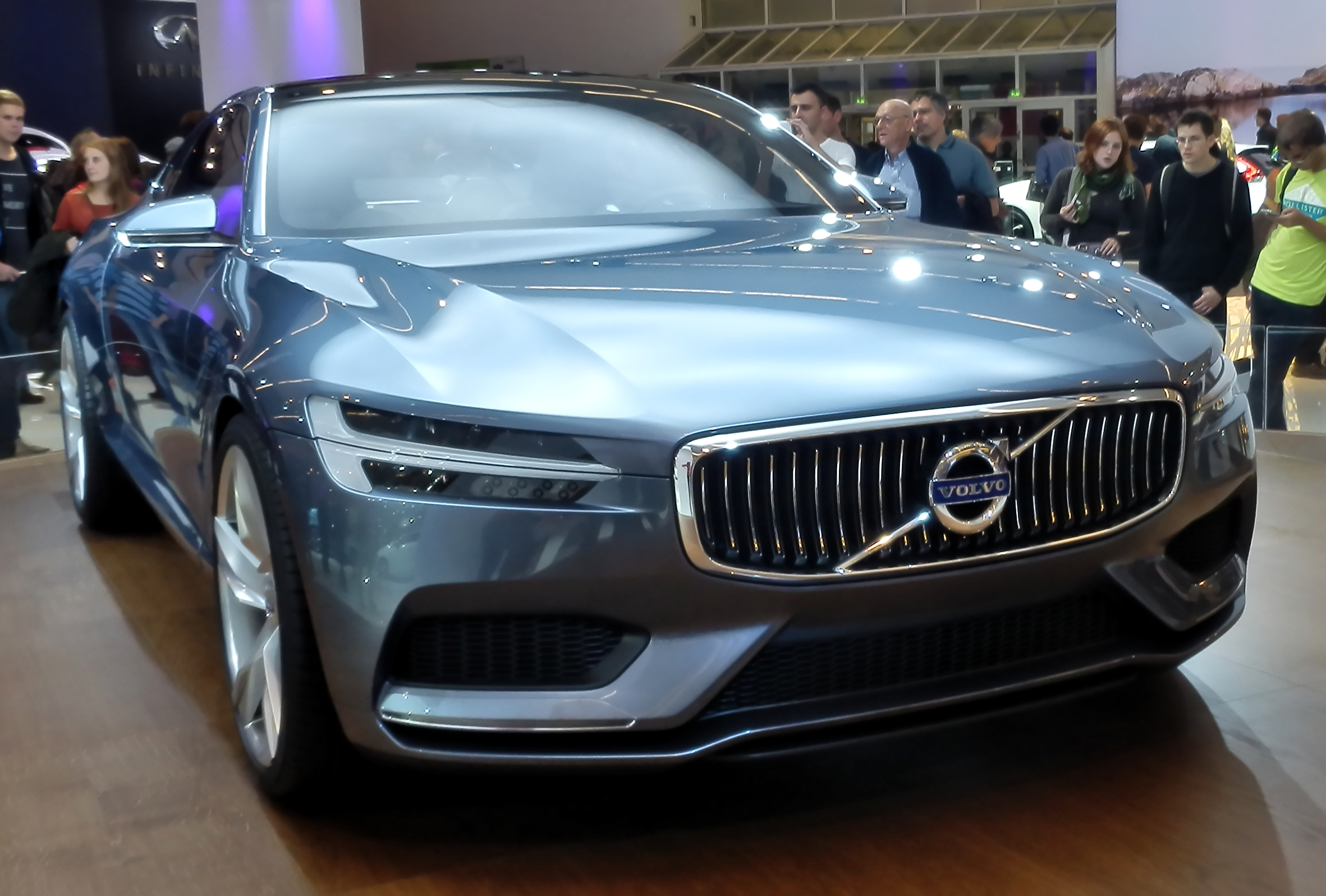
Volvo Concept Coupé (2013) – Designvorlage für alle aktuellen Baureihen

## Trivia
Der Name „Volvo“ leitet sich aus dem Lateinischen ab. Die erste Person Singular des Indikativs Präsens Aktiv von volvere (rollen) lautet volvo (ich rolle).
Das Logo der Automarke beruht auf dem Marssymbol in seiner Funktion als alchemisches Symbol für Eisen. Helmer MasOlle entwarf es 1927 mit dem Hintergrund, dass Volvo sein Auto als „das schwedische Auto“ vermarkten wollte und die Werbung betonte, dass es sich um schwedisches technisches Know-how, schwedische Qualität und schwedisches Eisen und Stahl – „den besten Stahl der Welt“ – handele.
Auf der IAA 2007 wurde der „Alcoguard“ vorgestellt, eine Alkohol-Zündschlosssperre. Um den Wagen zu starten, muss der Fahrer in ein drahtloses Handgerät blasen, das den Atemalkoholgehalt misst und an die Fahrzeugelektronik meldet, die ggf. den Start verweigert.